# Repertoár Divadla na Vinohradech
Toto je soupis repertoáru Divadla na Vinohradech k 20. 12. 2024:

## Poprask na laguně
Komedie Carla Goldoniho Poprask na laguně v režii Juraje Deáka. Premiéra 20. 12. 2024, uváděno na velké scéně.

### Obsazení
| Aleš Procházka                 | Isidoro, koadjutor u okresního soudu |
| Jiří Maryško                   | Patron Fortunato, rybář              |
| Tereza Bebarová                | Paní Libera, žena patrona Fortunata  |
| Sára Rychlíková                | Orsetta, sestra paní Libery          |
| Karolína Knězů                 | Fabian, Oliviin sloužící             |
| Jiří Panzner                   | Patron Toni, patron rybářské bárky   |
| Andrea Černá                   | Paní Pasqua, žena patrona Toniho     |
| Jana Kotrbatá                  | Lucietta, sestra patrona Toniho      |
| František Beleš                | Tita-Nane, mladý rybář               |
| Kryštof Krhovják / Jiří Roskot | Beppo, mladík, bratr patrona Toniho  |
| Václav Svoboda                 | Patron Vicenzo, obchodník rybami     |
| Petr Matyáš Cibulka            | Toffolo, lodičkář                    |
| Stanislav Moskvin              | Komisař, soudní posel                |

## Večer tříkrálový aneb Cokoli chcete
Komedie Williama Shakespeara Večer tříkrálový aneb Cokoli chcete v režii Juraje Deáka. Předpremiéra v červnu 2024, premiéra 6. 11. 2024.

### Obsazení
| Marek Holý                  | Orsino, vévoda Ilýrie                       |
| Viktor Javořík              | Malvolio, Oliviin správce                   |
| František Beleš             | Pan Tobiáš Brock, Oliviin bratranec         |
| Erik Zabrucký               | Pan André Chabrus                           |
| Jiří Panzner                | Fabian, Oliviin sloužící                    |
| Petr Matyáš Cibulka         | Šašek August, Oliviin sloužící              |
| Jiří Šesták                 | Antonio, námořní kapitán, přítel Sebastiana |
| Dominick Benedikt           | Sebastian, bratr Violy                      |
| David Steigerwald           | Kapitán, přítel Violy – Kněz – Strážný      |
| Aneta Krejčíková            | Olivie, bohatá hraběnka                     |
| Elizabeth Kateřina McIntosh | Viola, sestra Sebastiana                    |
| Sára Rychlíková             | Marie, Oliviina komorná                     |

### Galerie

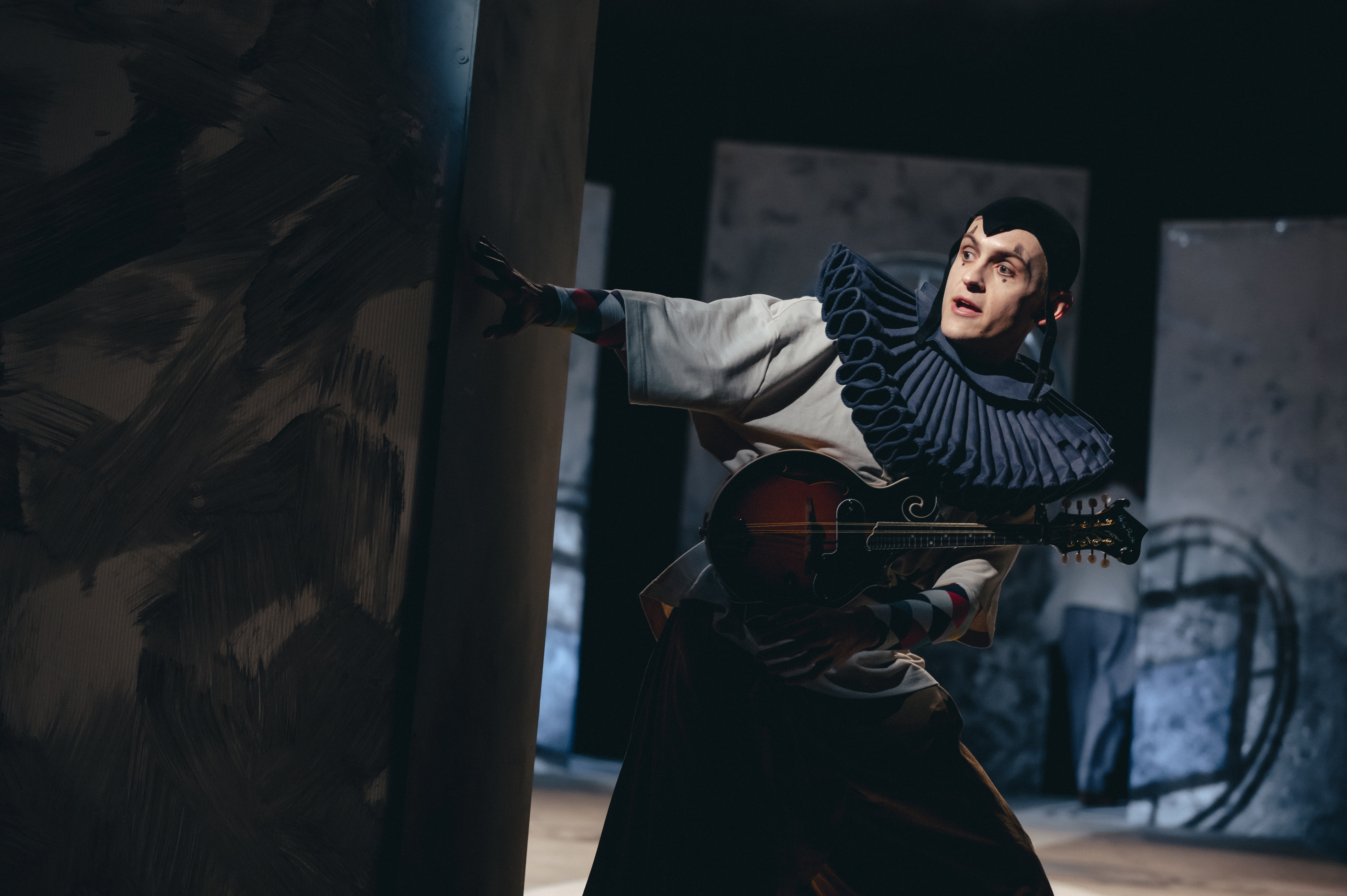
Petr Matyáš Cibulka
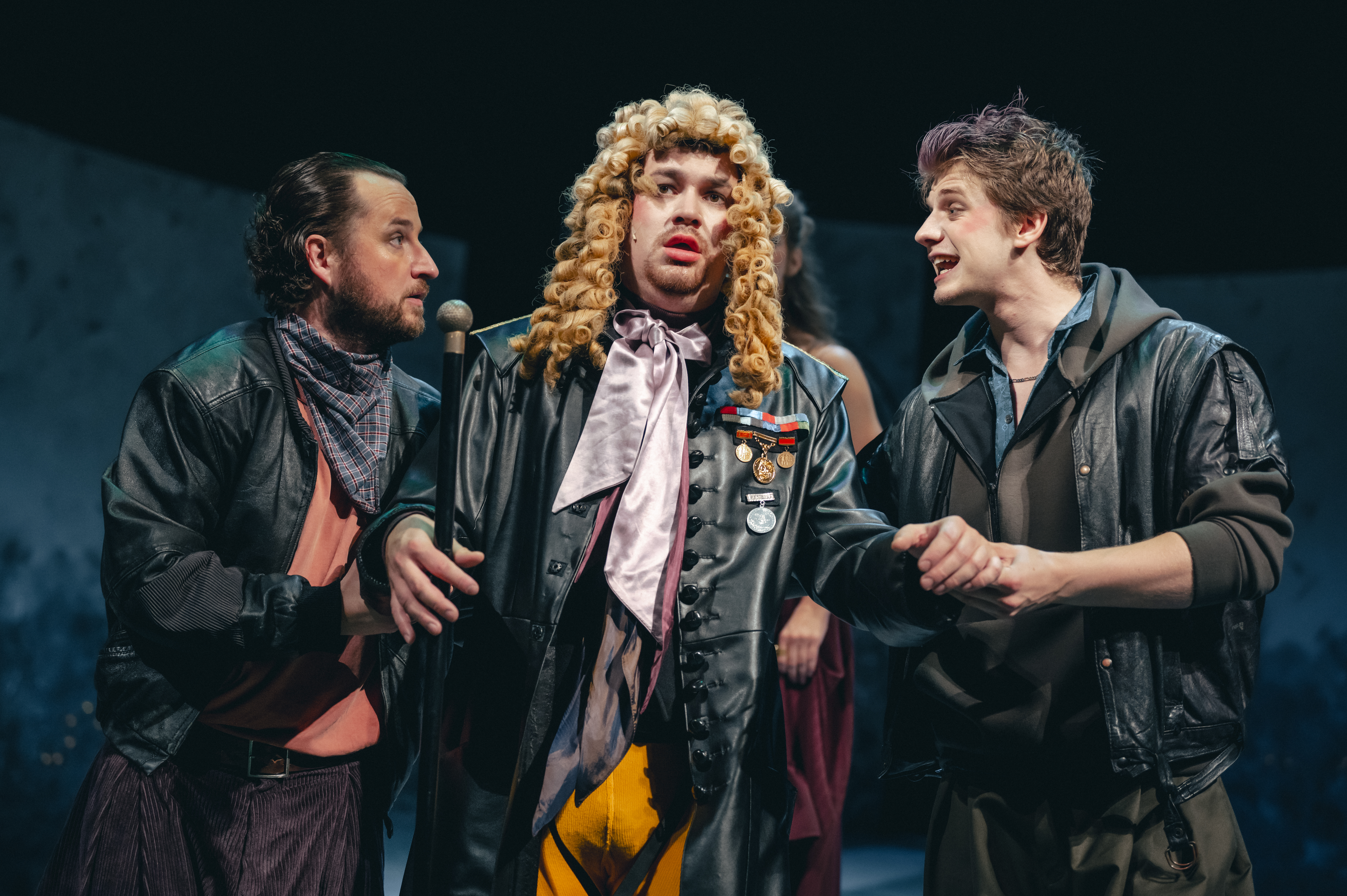
Jiří Panzner, Viktor Javořík a František Beleš
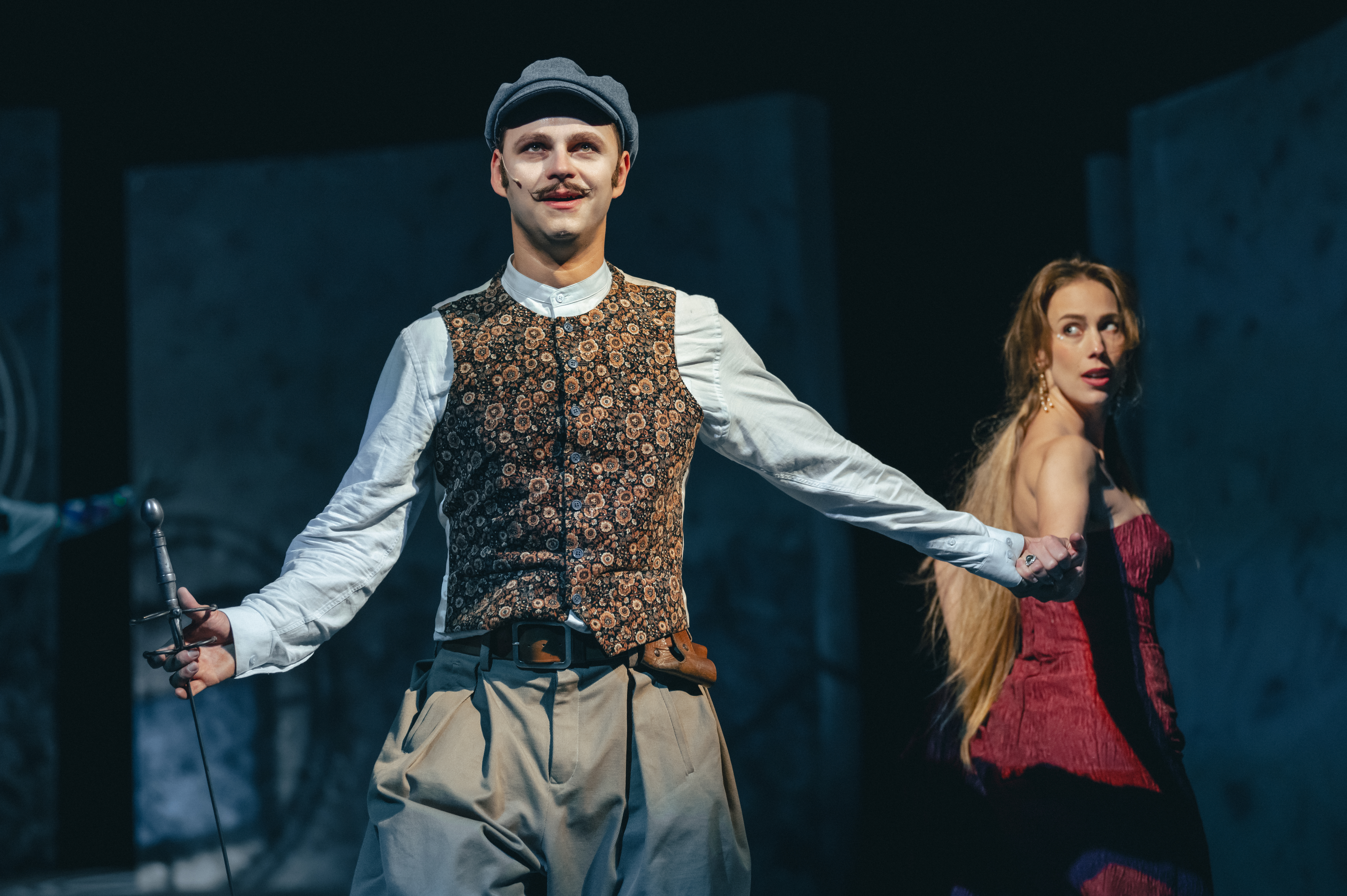
Dominick Benedikt
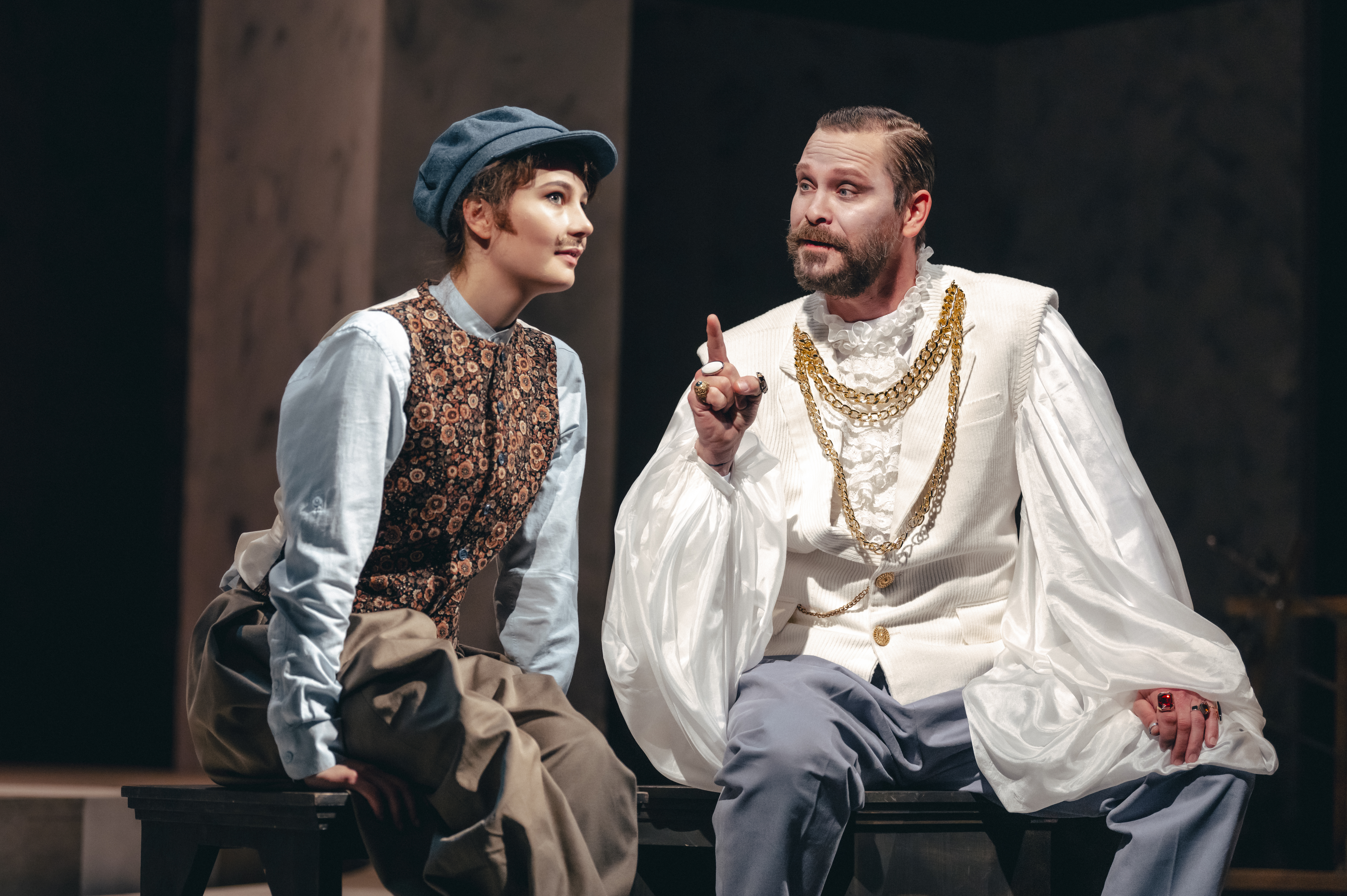
Elizabeth Kateřina McIntosh a Marek Holý
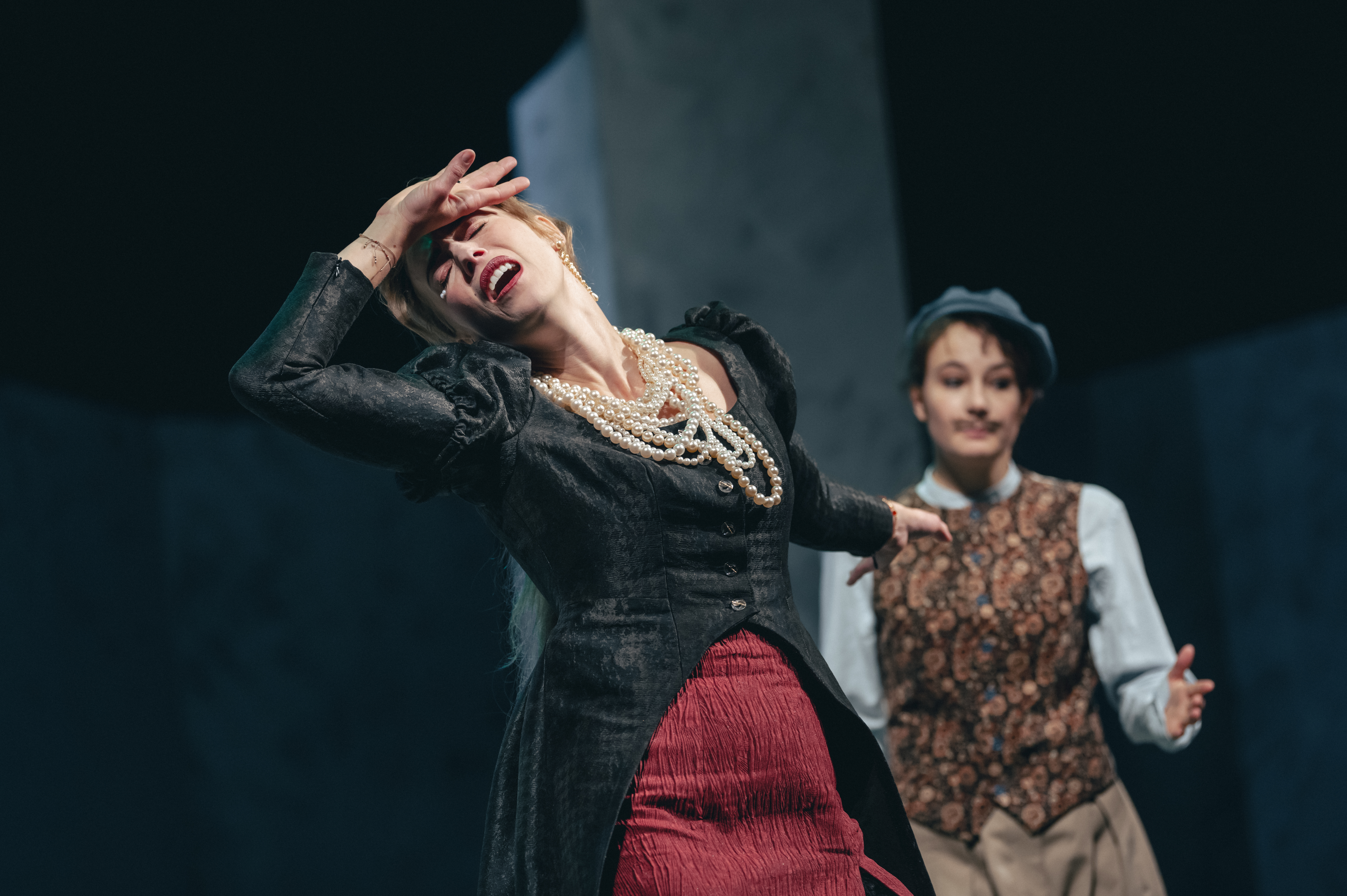
Aneta Krejčíková

## Terezka
Lyrické drama Lenky Lagronové o životě svaté Terezie z Lisieux v režii Radovana Lipuse. Předpremiéry v květnu a červnu 2024, premiéra 25. 10. 2024, uváděno ve spolupráci se Symfonickým orchestrem hl. m. Prahy FOK v Kostele sv. Šimona a Judy Na Františku.

### Obsazení
| Karolína Knězů     | Terezka                  |
| Naďa Konvalinková  | Matka představená        |
| Vendulka Křížová   | Vincenta                 |
| Barbora Poláchová  | Magdalena                |
| Šárka Krausová     | Anežka, sestra Terezky   |
| Tomáš Dastlík      | Tatínek Terezky a Anežky |
| Alexandra Tomanová | Maminka Terezky a Anežky |

### Galerie

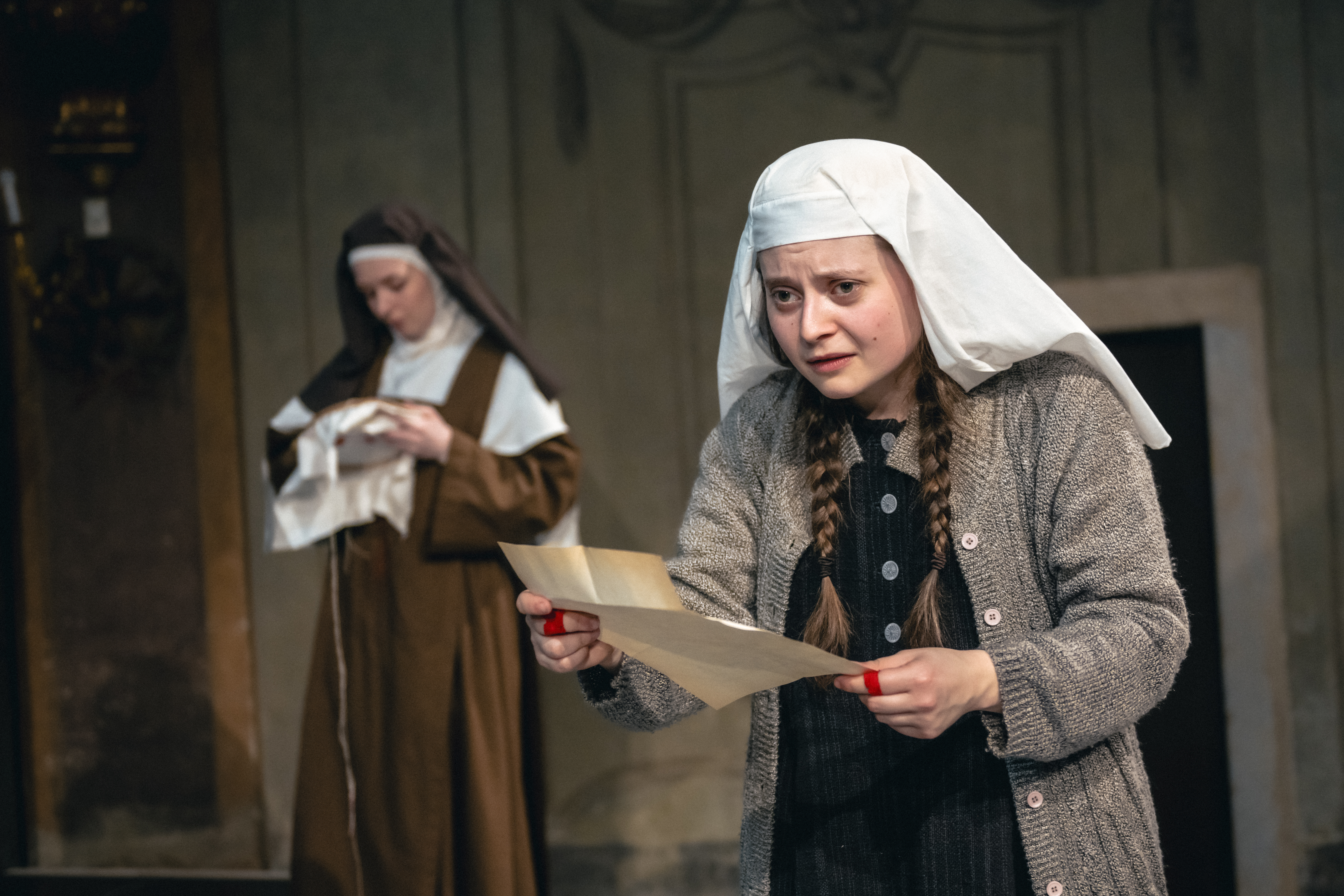
Karolína Knězů
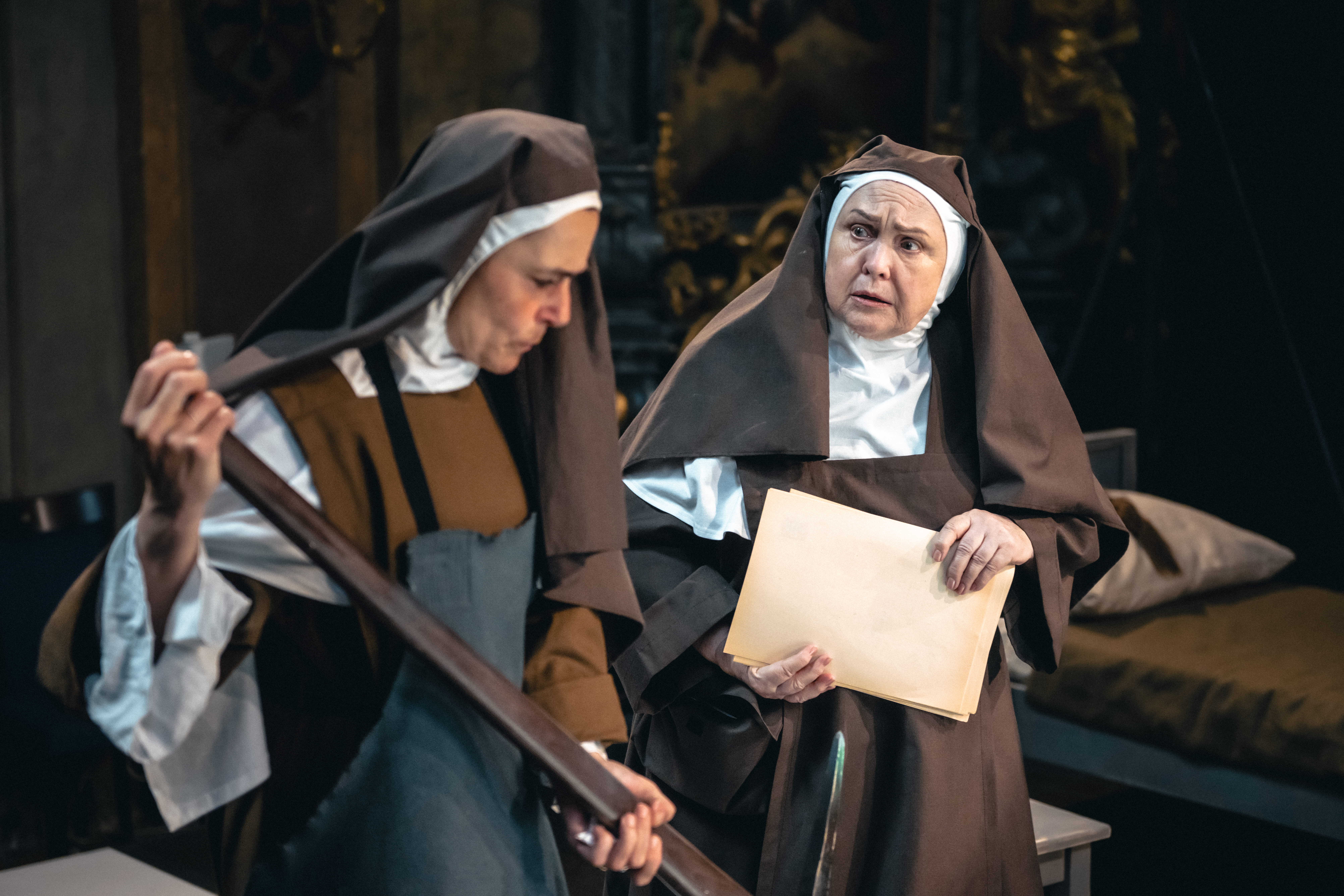
Vendulka Křížová a Naďa Konvalinková
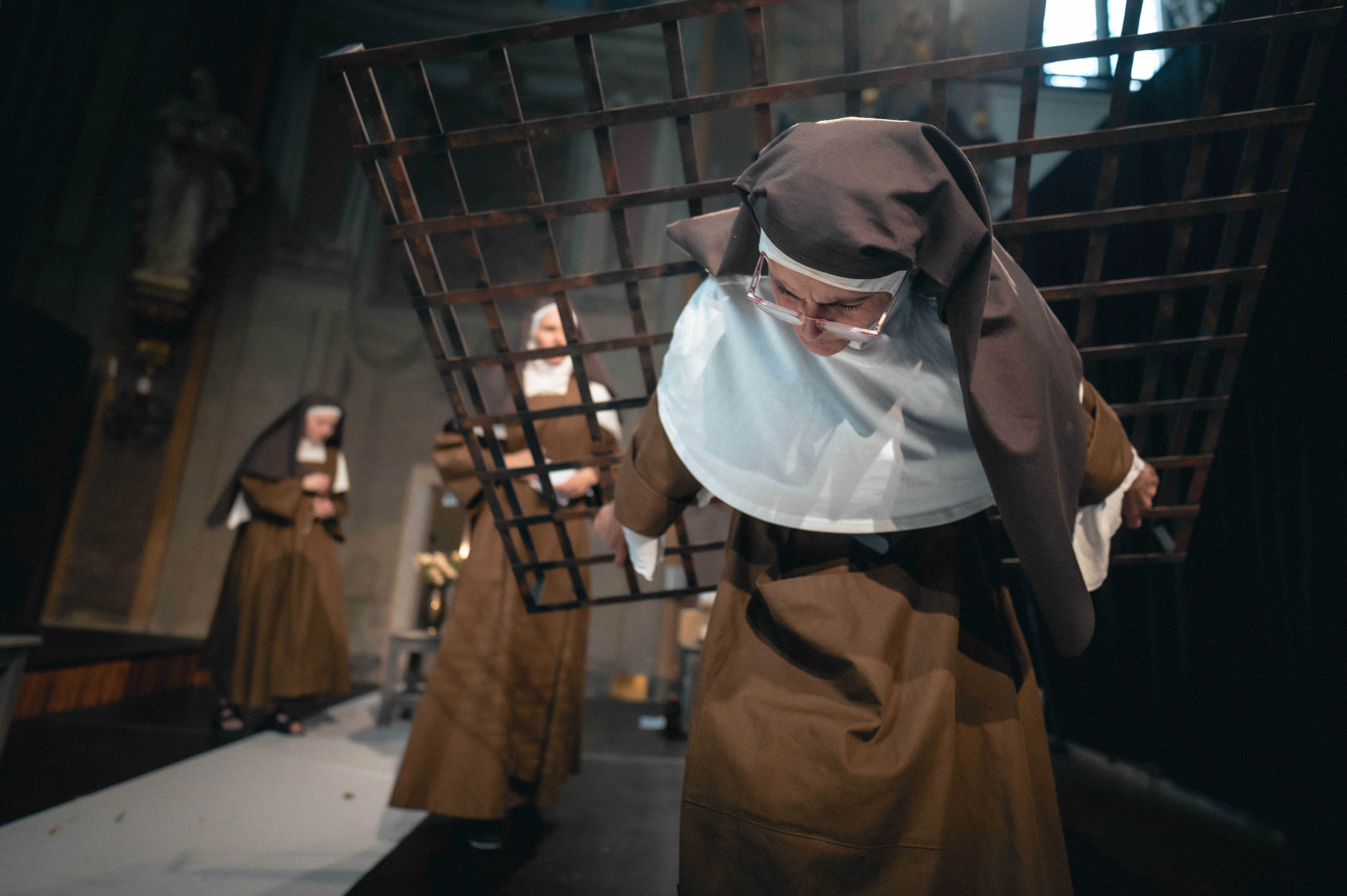
Vendulka Křížová
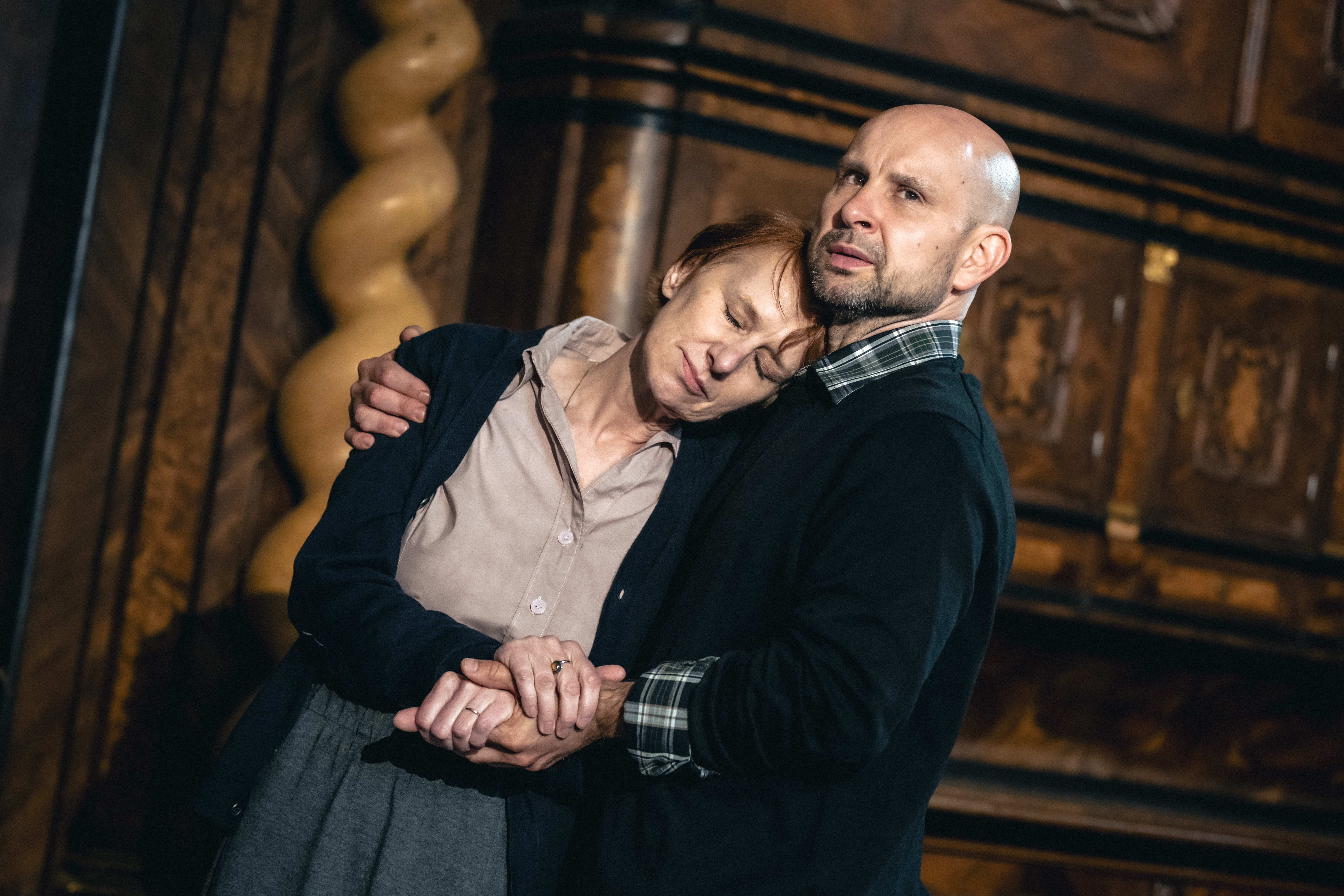
Alexandra Tomanová a Tomáš Dastlík
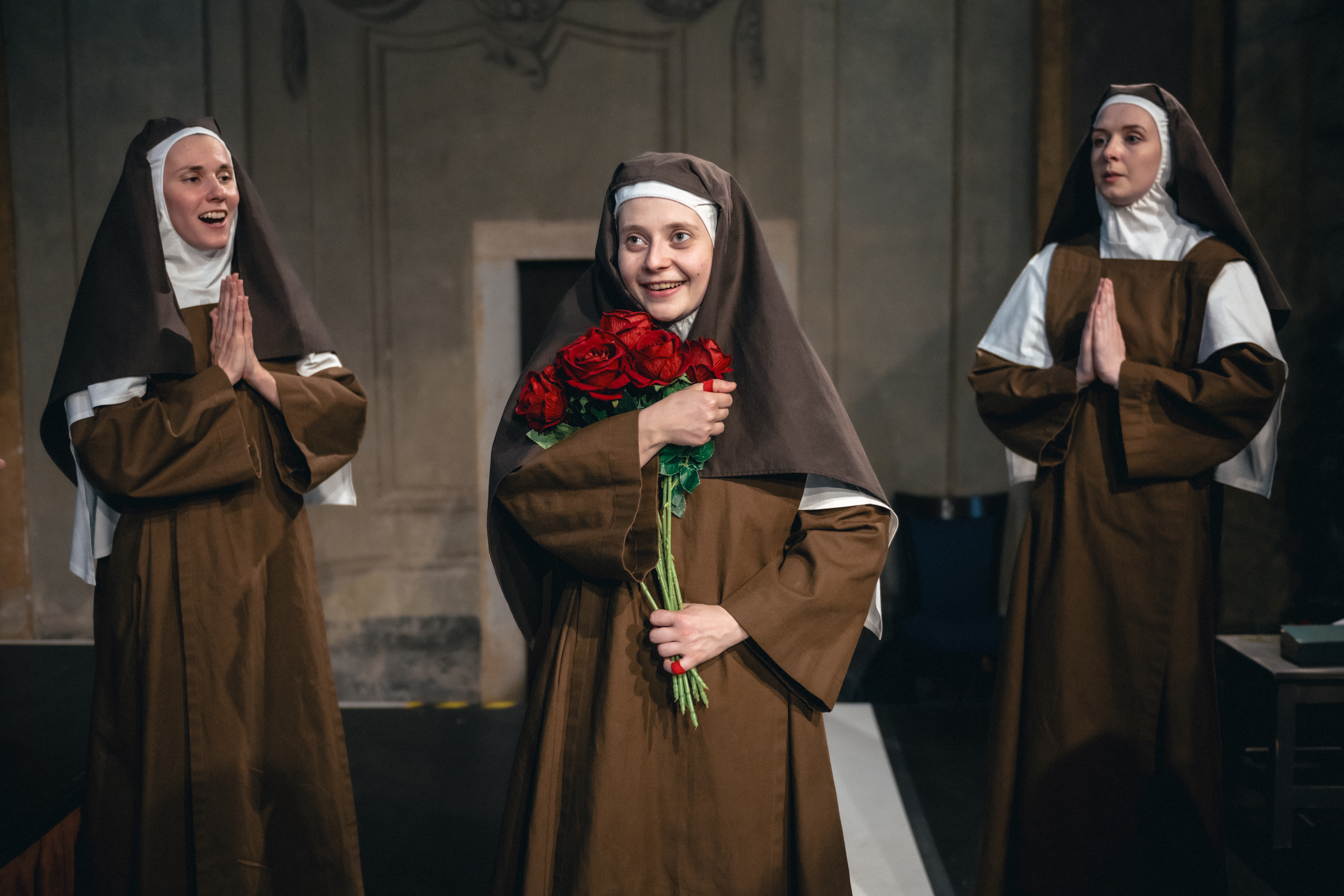
Šárka Krausová, Karolína Knězů a Barbora Poláchová

## Sirotci
Hra Dennise Kellyho Sirotci v režii Barbory Maškové. Premiéra 19. 4. 2024, uváděno ve spolupráci s OLDstars na studiové scéně.

### Obsazení
| Viktor Javořík | Liam                |
| Jana Kotrbatá  | Helen, sestra Liama |
| Jan Battěk     | Danny, manžel Helen |

### Galerie

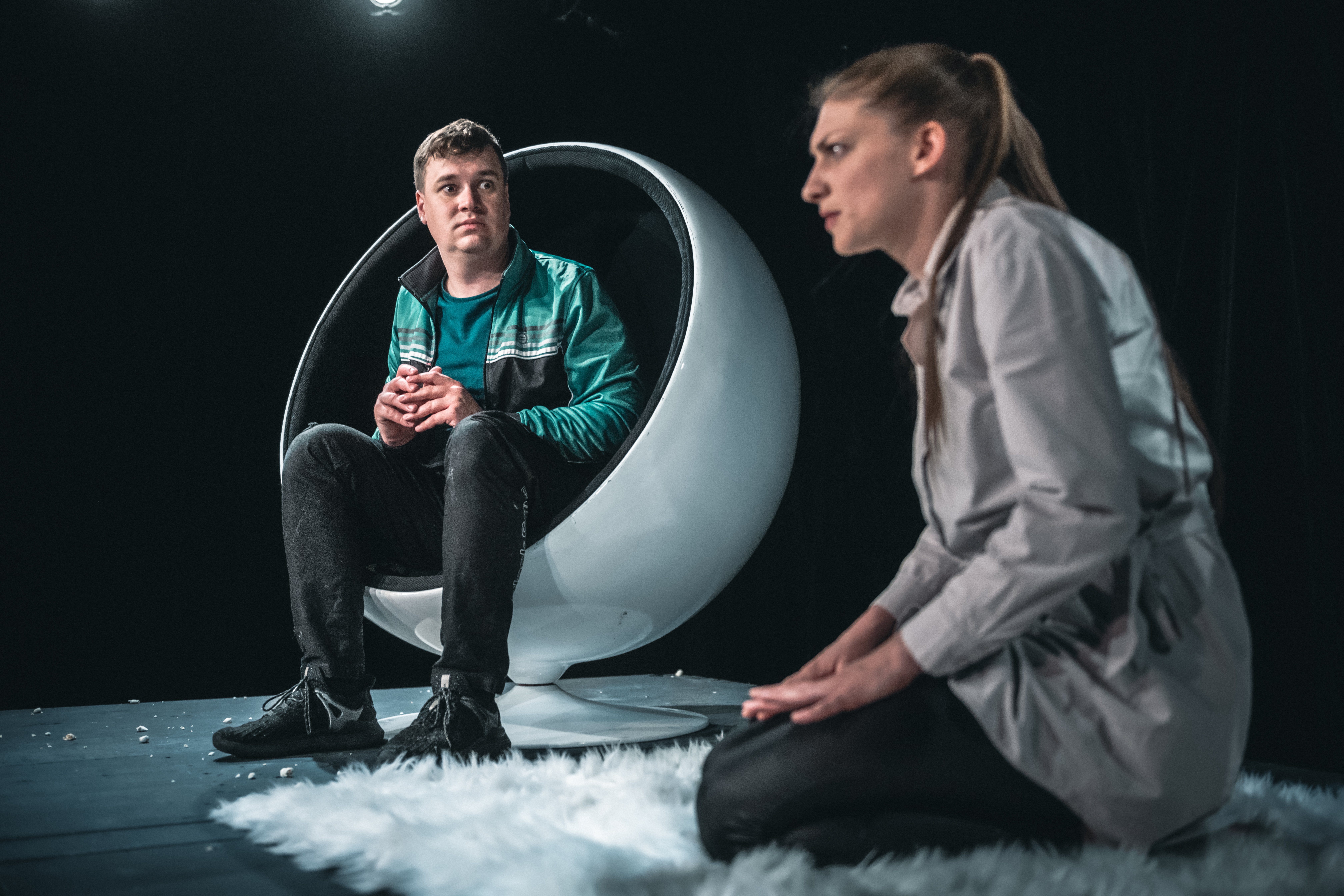
Viktor Javořík a Jana Kotrbatá
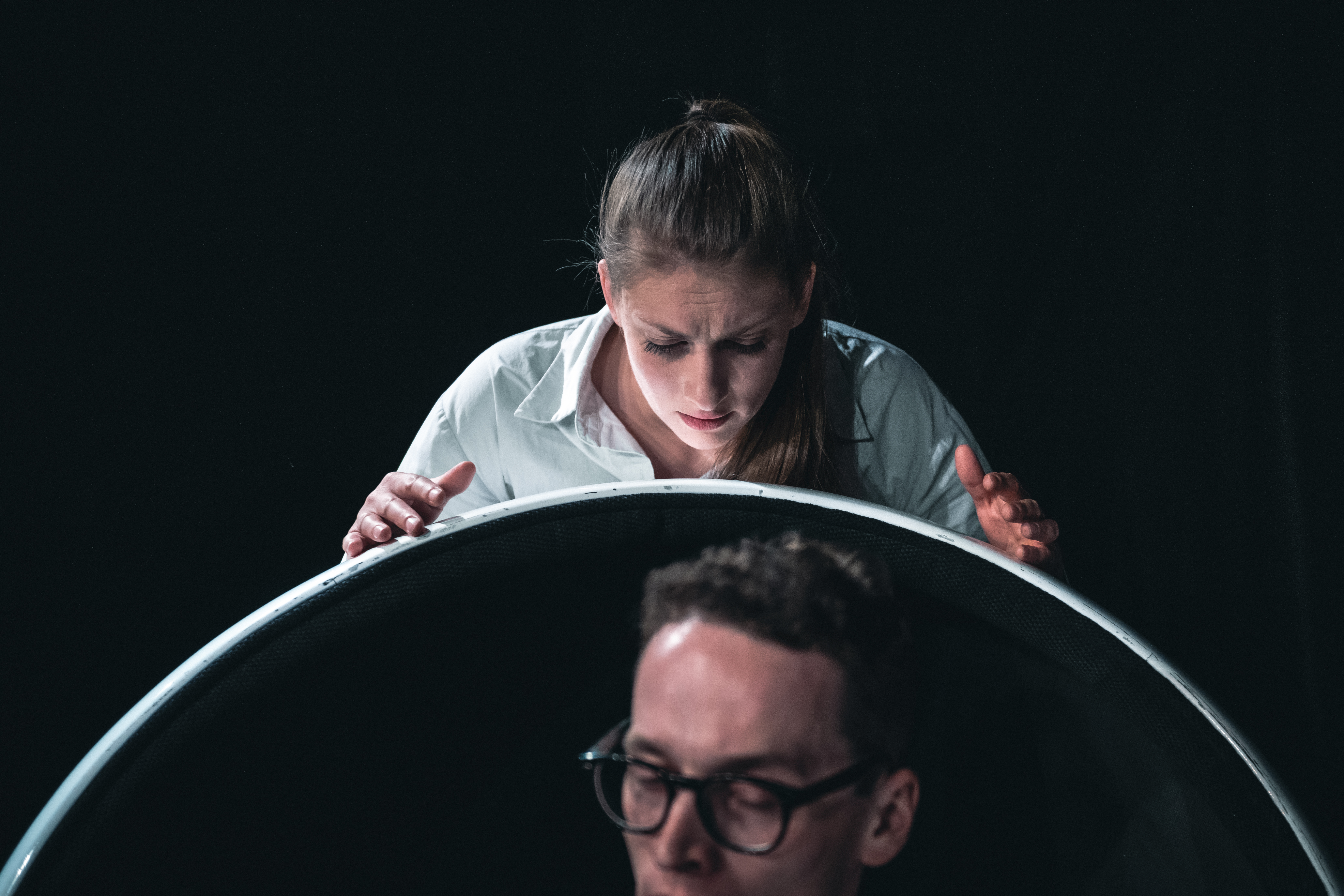
Jana Kotrbatá a Jan Battěk
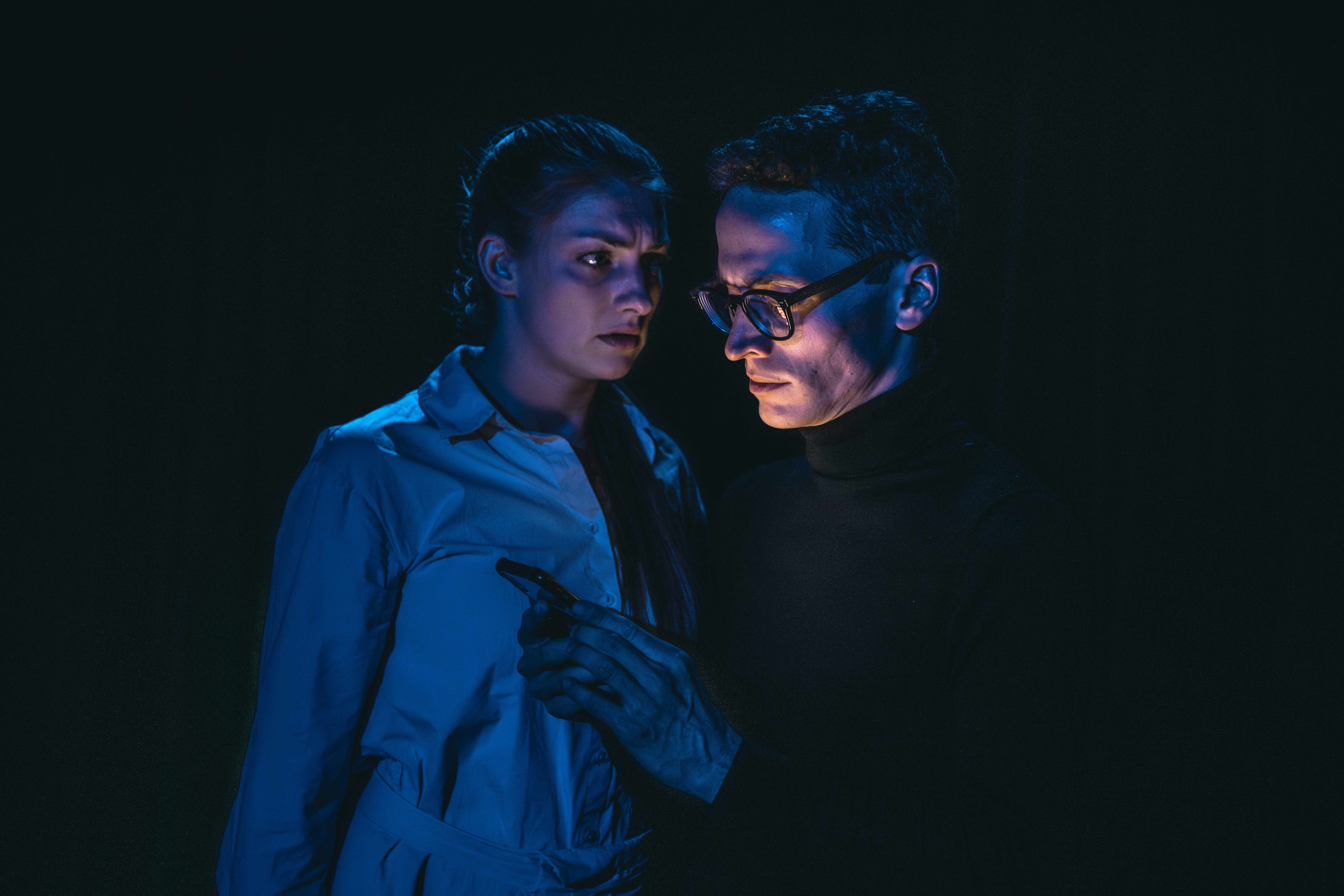
Jana Kotrbatá a Jan Battěk
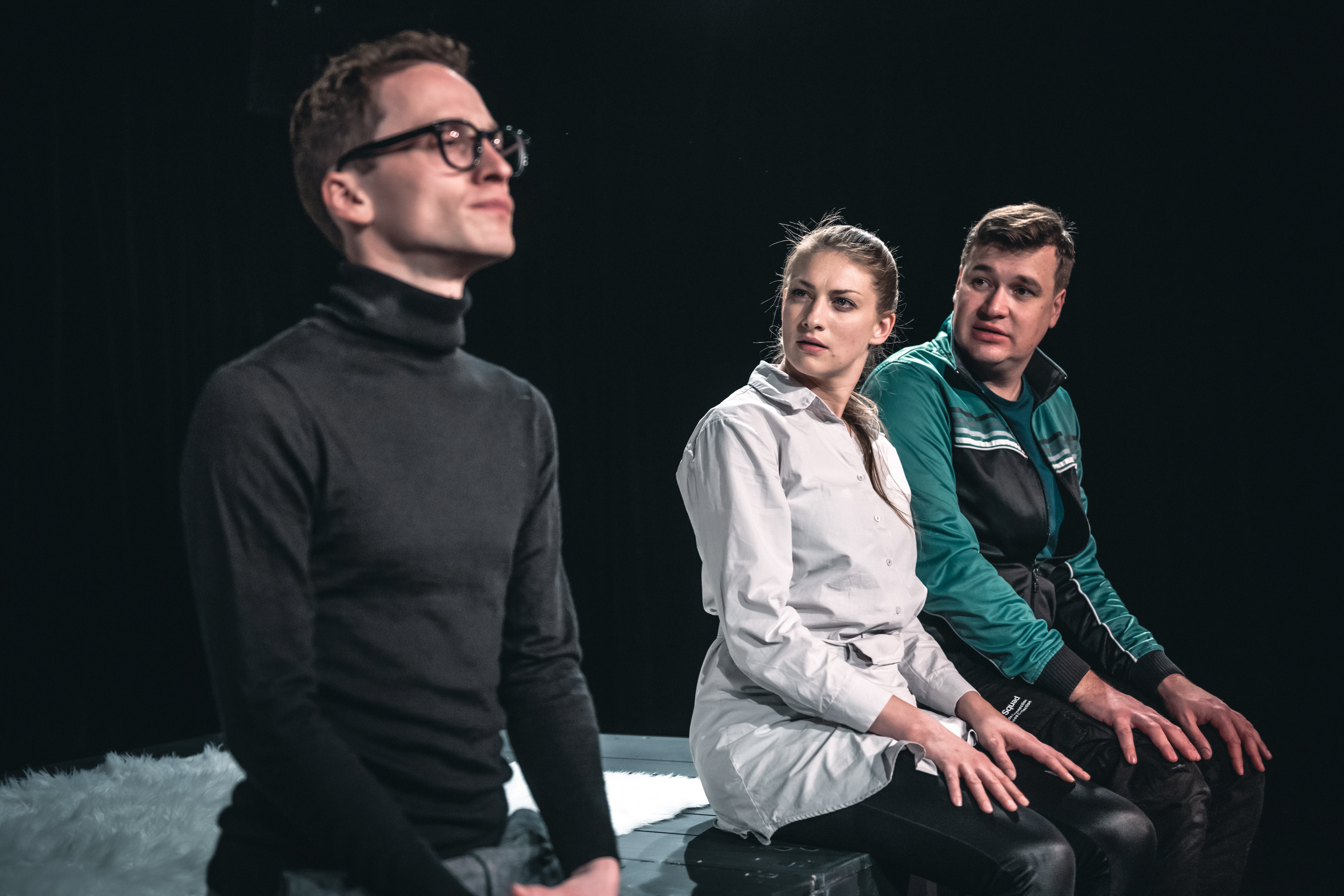
Jan Battěk, Jana Kotrbatá a Viktor Javořík
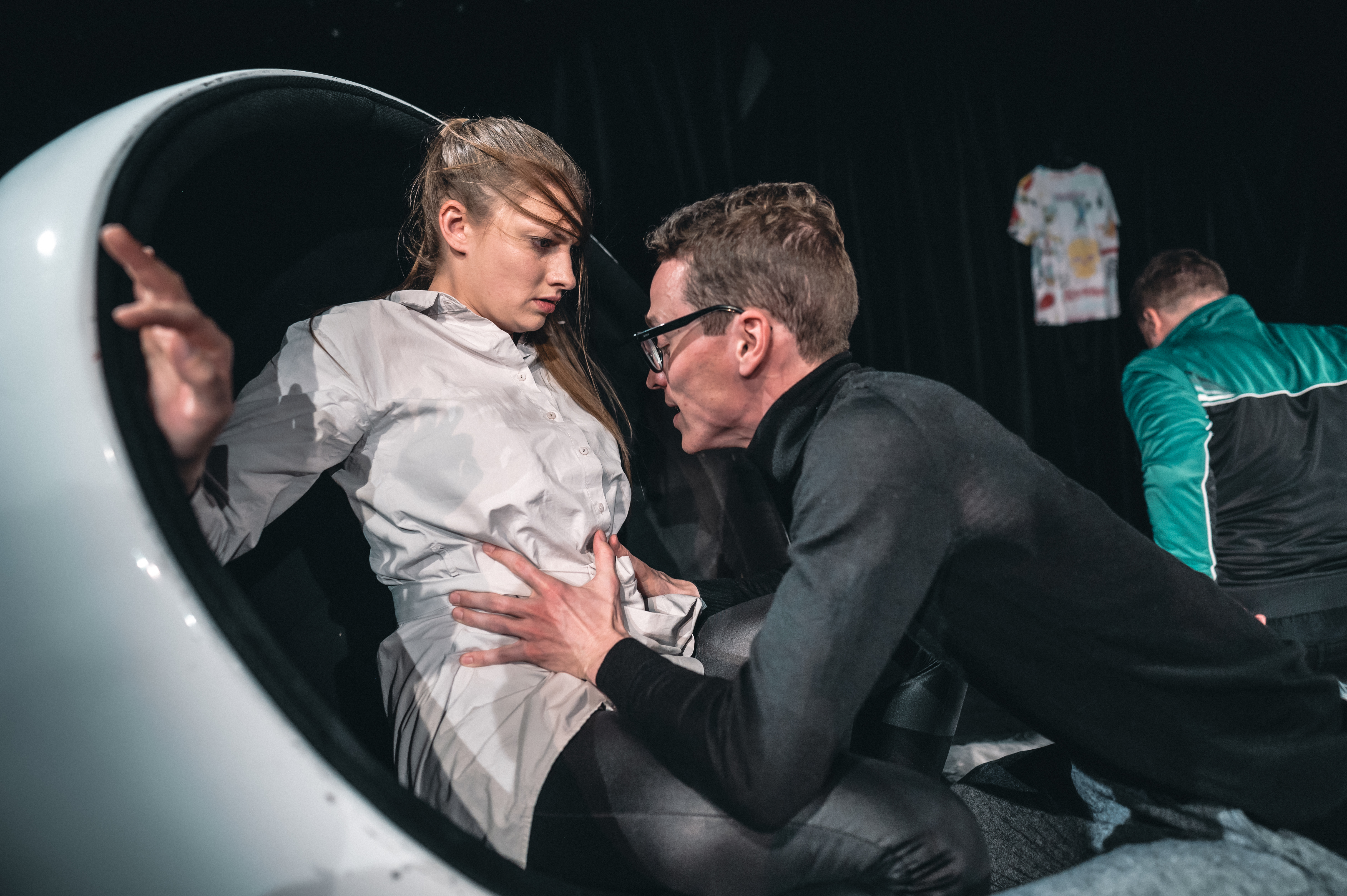
Jana Kotrbatá a Jan Battěk

### Recenze
| „                              | Své role ale mají tři mladí herci pevně v rukách. Takže koho by samotný text nezaujal, může se kochat třemi vyčerpávajícími a bezchybnými výkony. | “ |
| — Tomáš Šťástka, MF Dnes, 75 % | |   |

## Srpen v zemi indiánů
Oceňované drama Tracyho Lettse Srpen v zemi indiánů v režii Petra Svojtky. Premiéra 22. 3. 2024, uváděno na velké scéně.

### Obsazení
| Svatopluk Skopal                 | Beverly Weston                                 |
| Regina Rázlová                   | Violet Westonová, manželka Beverlyho           |
| Andrea Elsnerová                 | Barbara Fordhamová, dcera Beverlyho a Violet   |
| Daniel Bambas                    | Bill Fordham, manžel Barbary                   |
| Lucie Pokorná / Zuzana Matušková | Jean Fordhamová, dcera Barbary a Billa         |
| Zuzana Vejvodová                 | Ivy Westonová, dcera Beverlyho a Violet        |
| Markéta Děrgelová                | Karen Westonová, dcera Beverlyho a Violet      |
| Eva Režnarová                    | Mattie Fae Aikenová, sestra Violet             |
| Igor Bareš                       | Charlie Aiken, manžel Mattie Fae               |
| Ondřej Kraus                     | Malý Charles Aiken, syn Mattie Fae a Charlieho |
| Antonie Talacková                | Johnna Monevata                                |
| Tomáš Dastlík                    | Šerif Deon Gilbeau                             |
| Kryštof Rímský                   | Steve Heidebrecht, snoubenec Karen             |

### Galerie

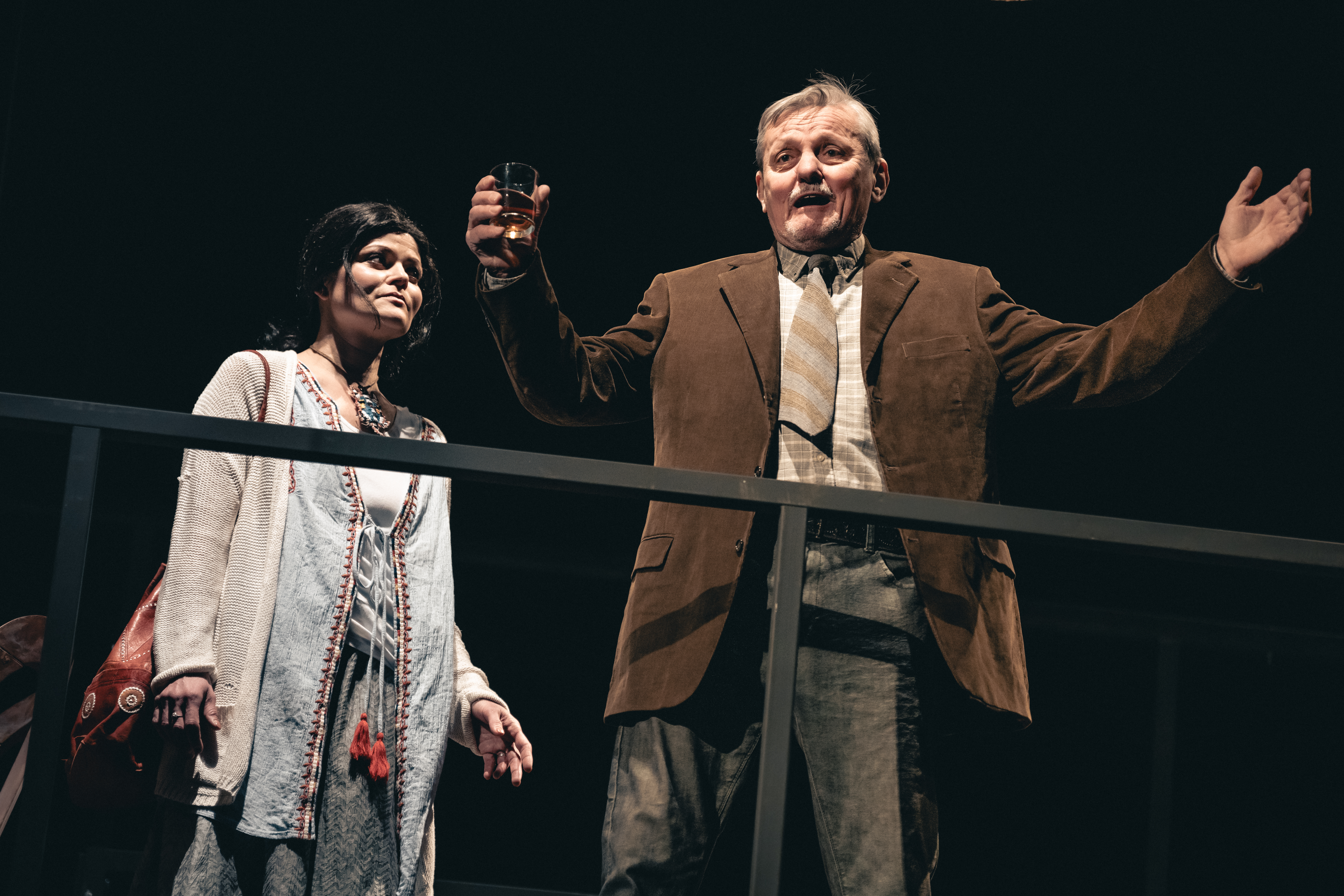
Antonie Talacková a Svatopluk Skopal
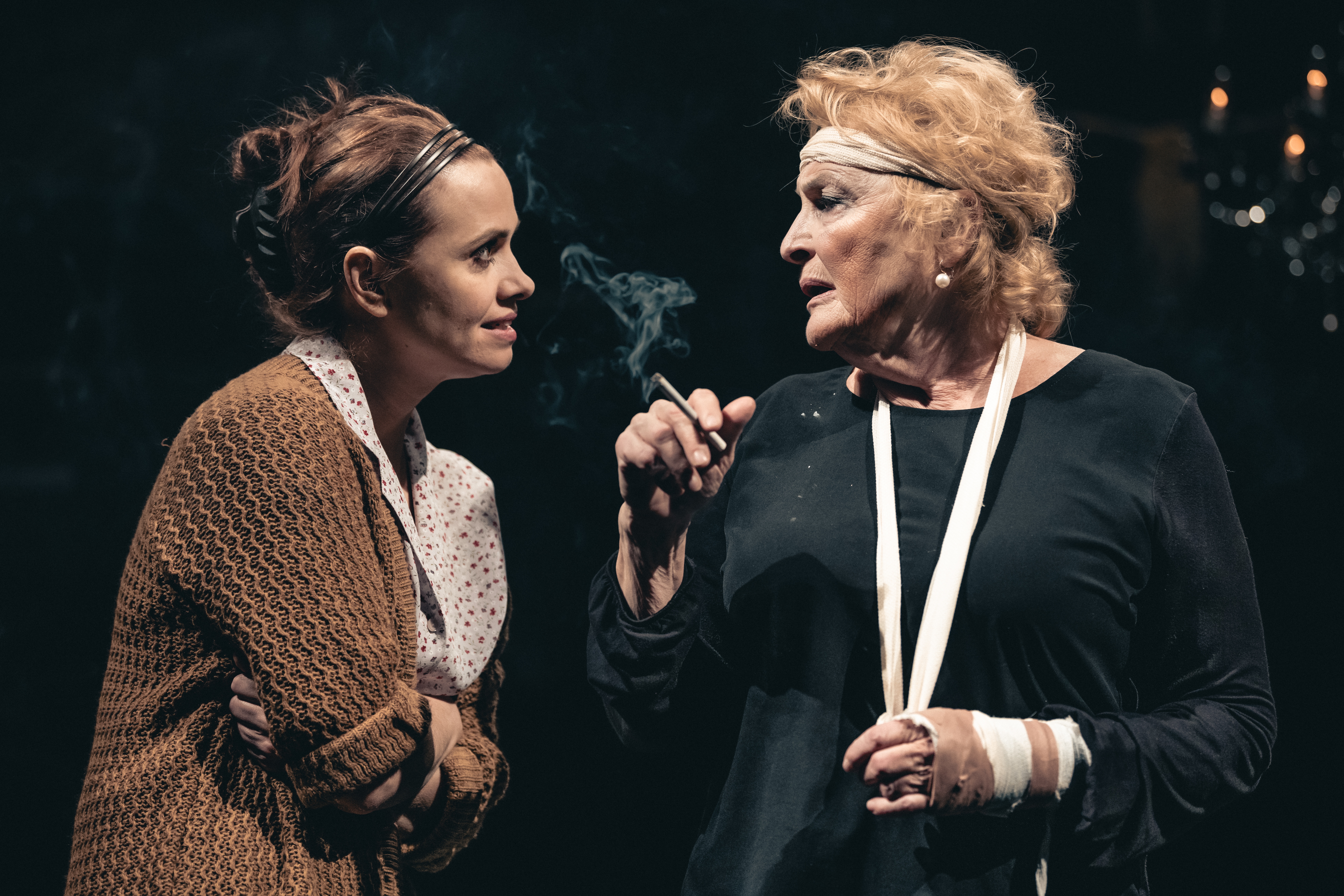
Zuzana Vejvodová a Regina Rázlová
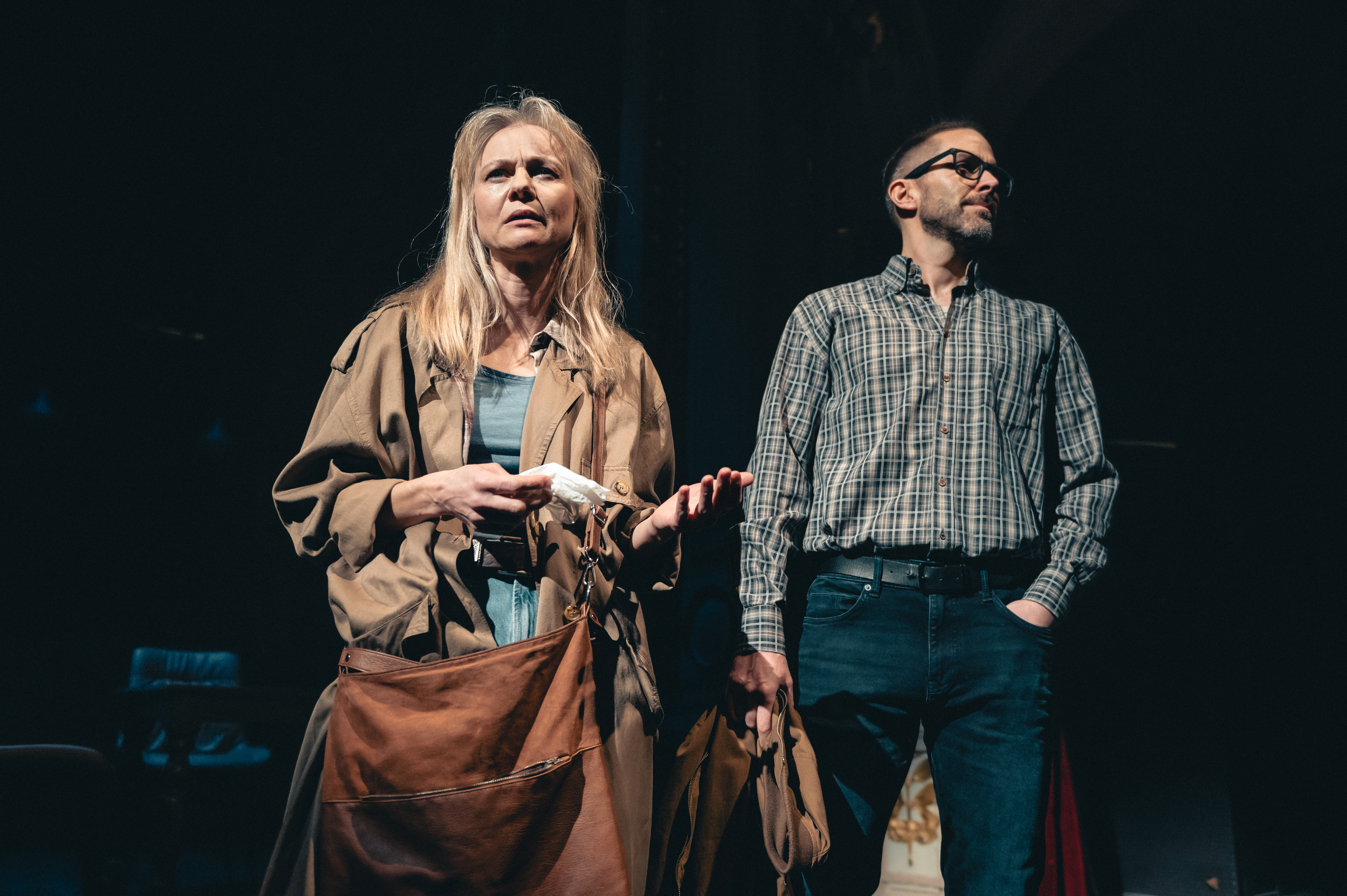
Andrea Elsnerová a Daniel Bambas
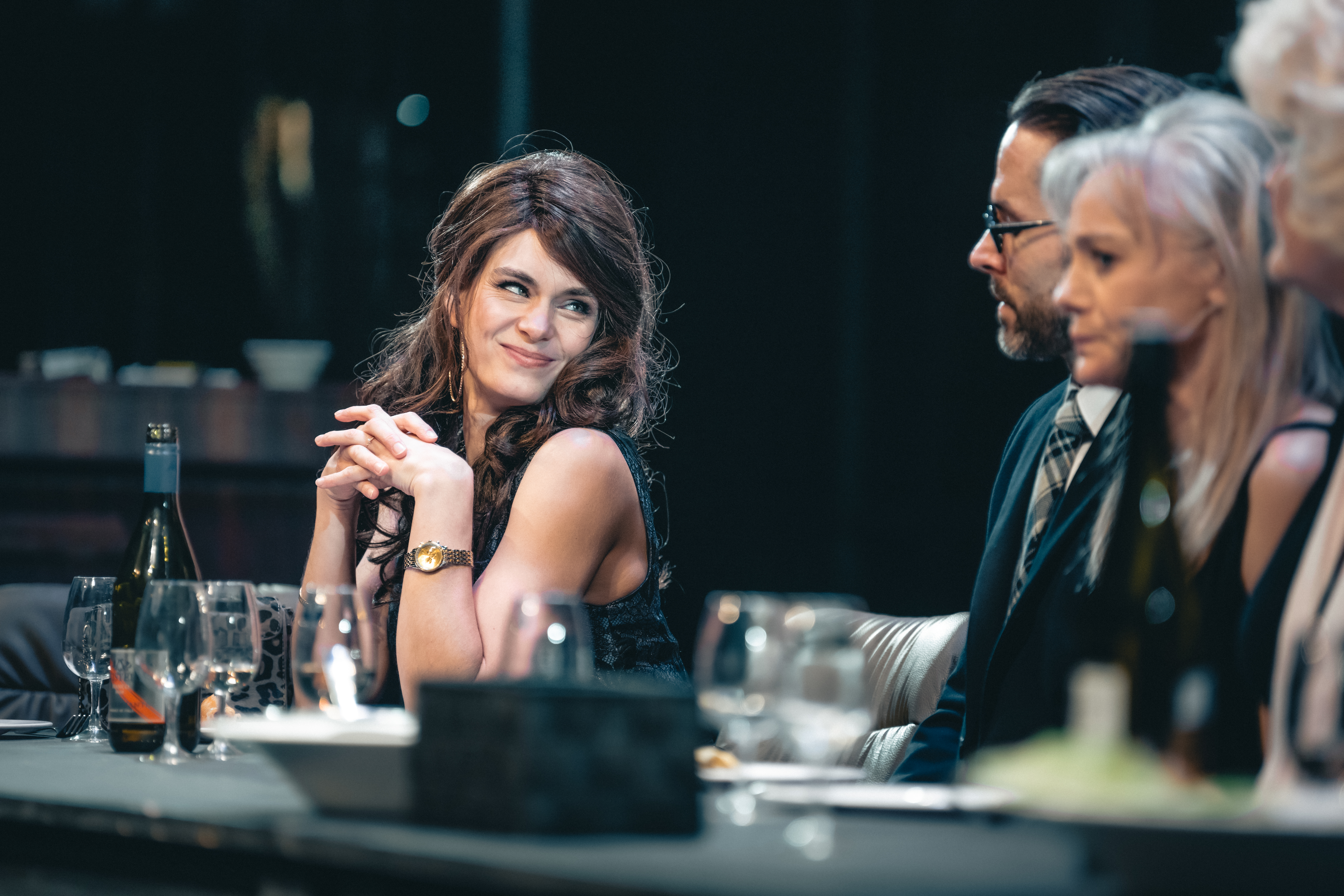
Markéta Děrgelová
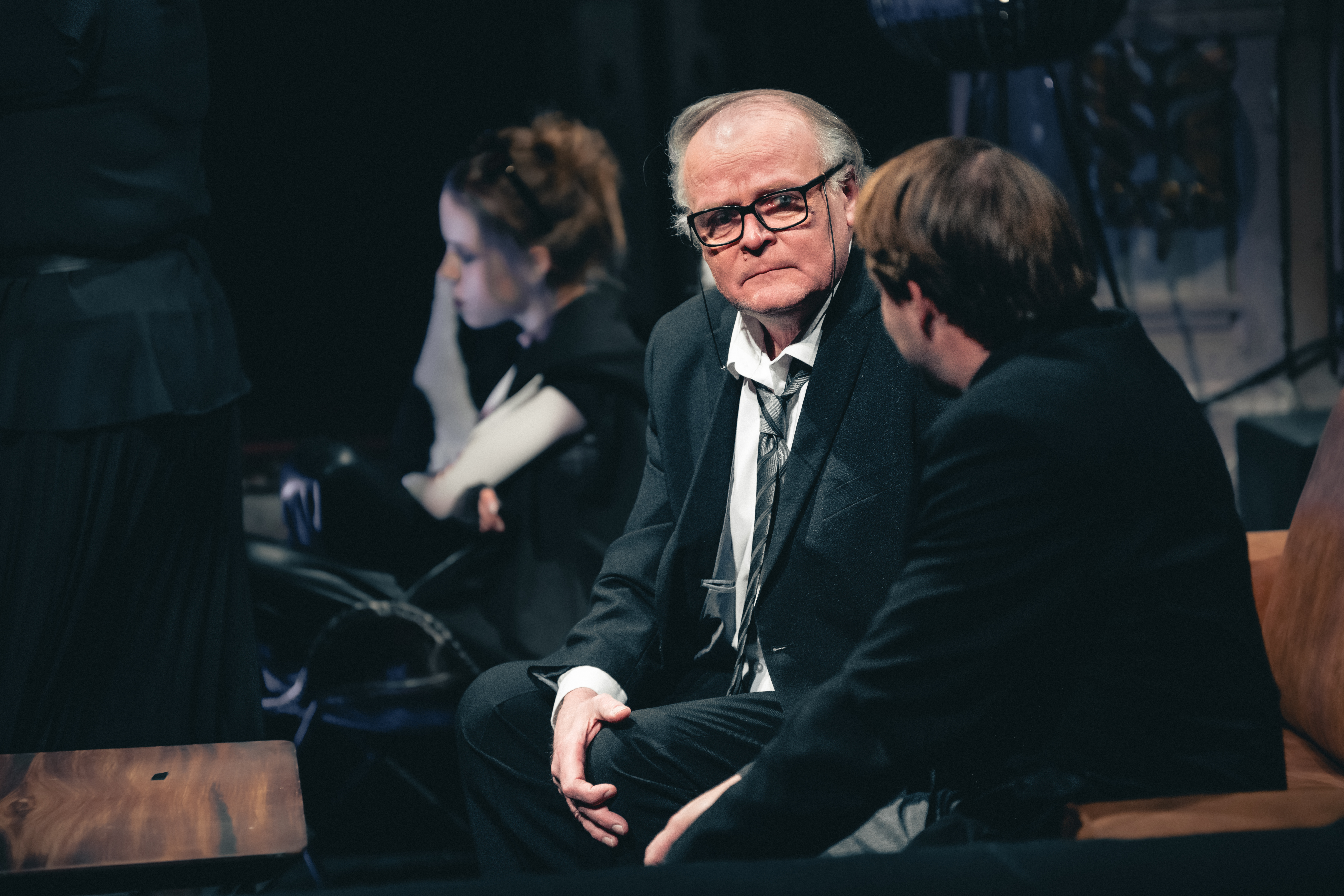
Igor Bareš

### Recenze
| „                               | Rázlová předvádí takřka zapomenuté umění celistvého hereckého uchopení postavy, od masky a kostýmu přes pohybovou stránku až po vrstevnatou práci s jevištní mluvou, sahající od klopotného zápolení o poskládání alespoň trochu srozumitelné věty až po brilantně přednesenou obžalobu členů rodiny. Je to jedinečný výkon, jakých není v českém divadle mnoho k vidění. | “ |
| — Radmila Hrdinová, Právo, 90 % | |   |

| „                                | Inscenace je to silná a stojí za vidění nejen pro příběh, v němž každý divák pozná něco ze svého života, ale především díky působivým hereckým výkonům, v čele s Reginou Rázlovou. | “ |
| — Jana Soprová, Divadelní noviny | |   |

## Komedie o pronásledování a umučení dr. Šaldy
Pikantní groteska z divadelního prostředí Karla Steigerwalda Pronásledování a umučení dr. Šaldy v režii Šimona Dominika. Premiéra 26. 1. 2024, uváděno na studiové scéně.

### Obsazení
| Marek Holý       | Nývlt – Šalda               |
| Jana Kotrbatá    | Mexbauerová, manželka Šaldy |
| Vendulka Křížová | Mladá herečka – Nápověda    |
| Zdeněk Palusga   | Bard                        |

### Galerie

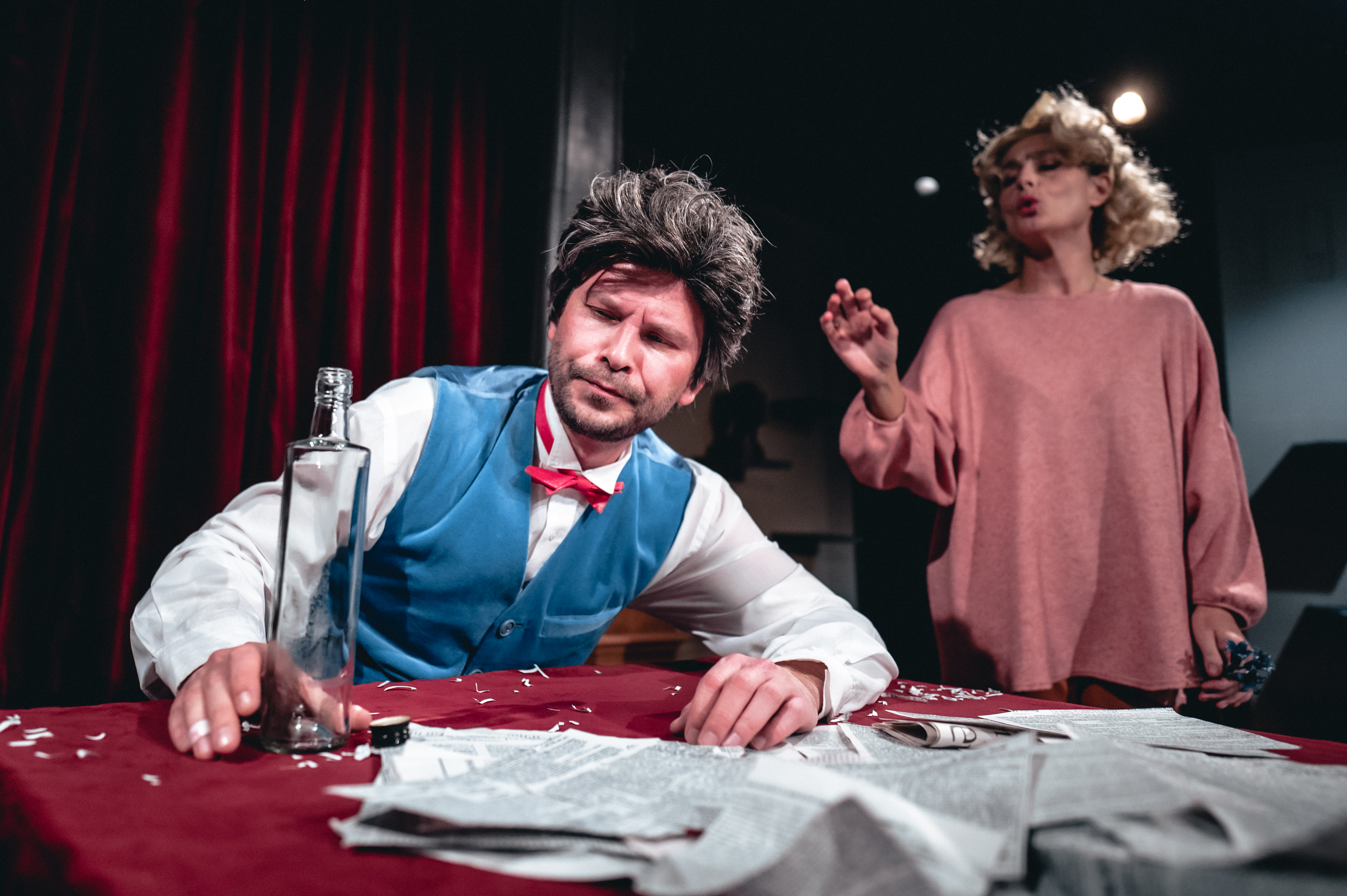
Marek Holý a Vendulka Křížová
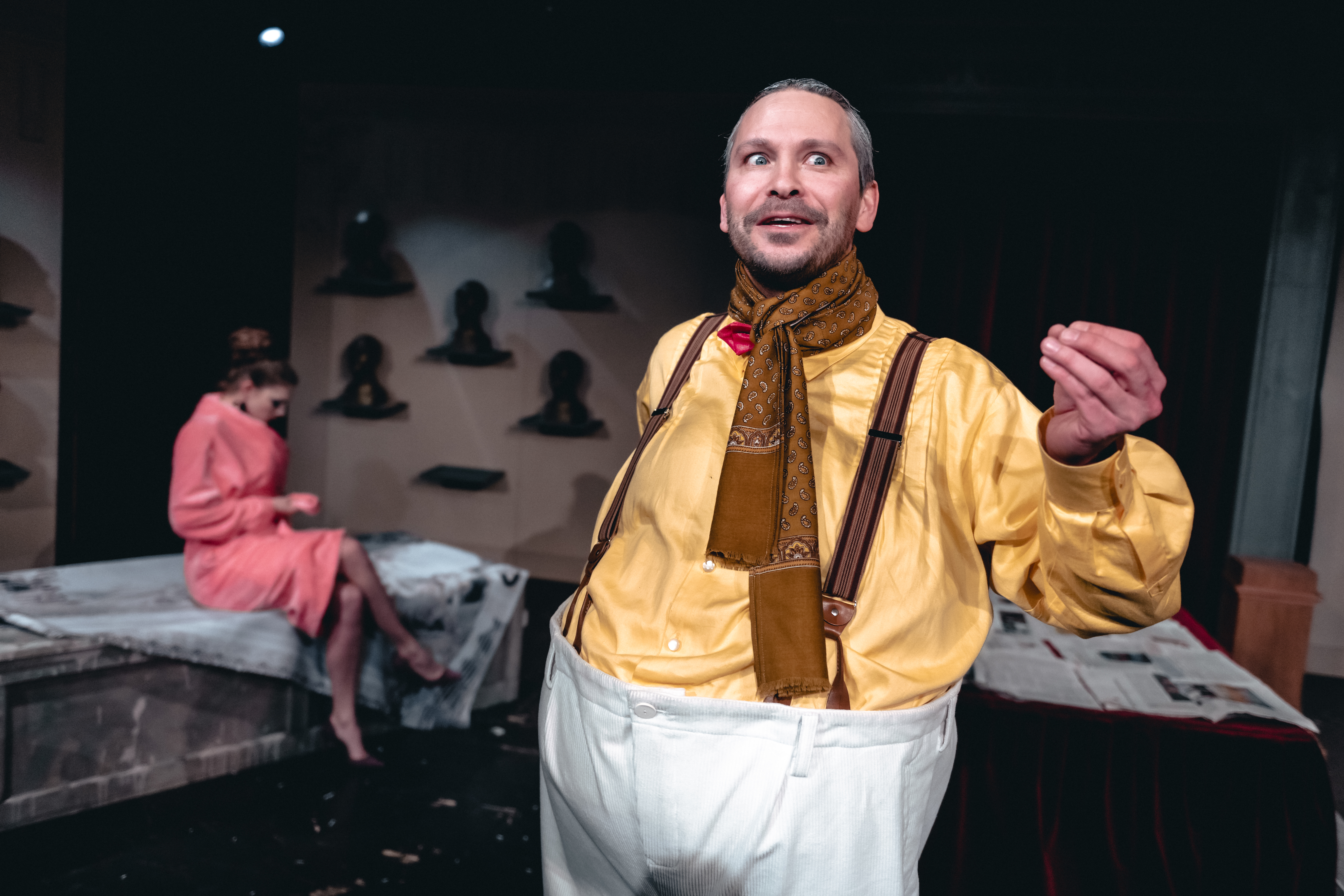
Marek Holý
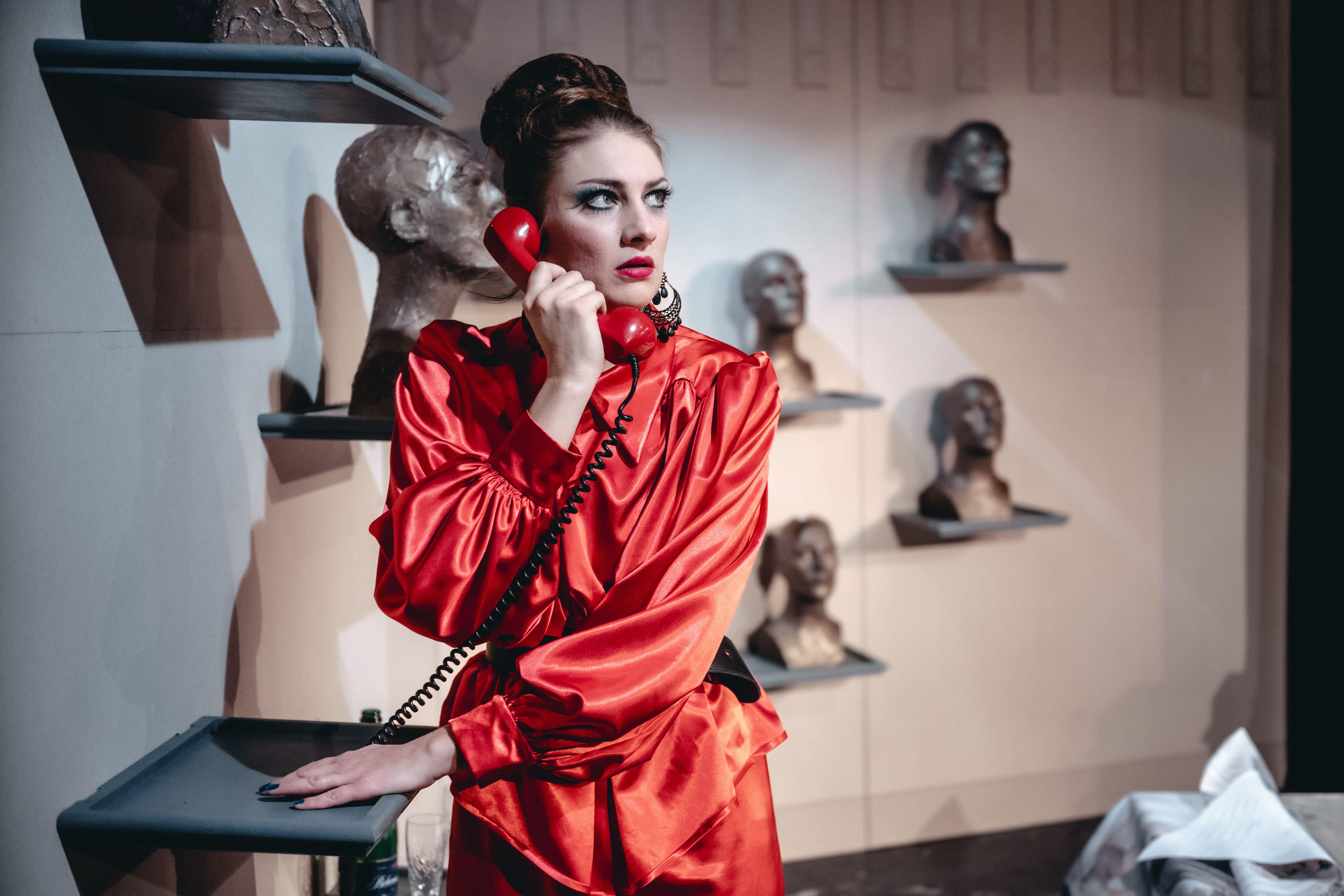
Jana Kotrbatá
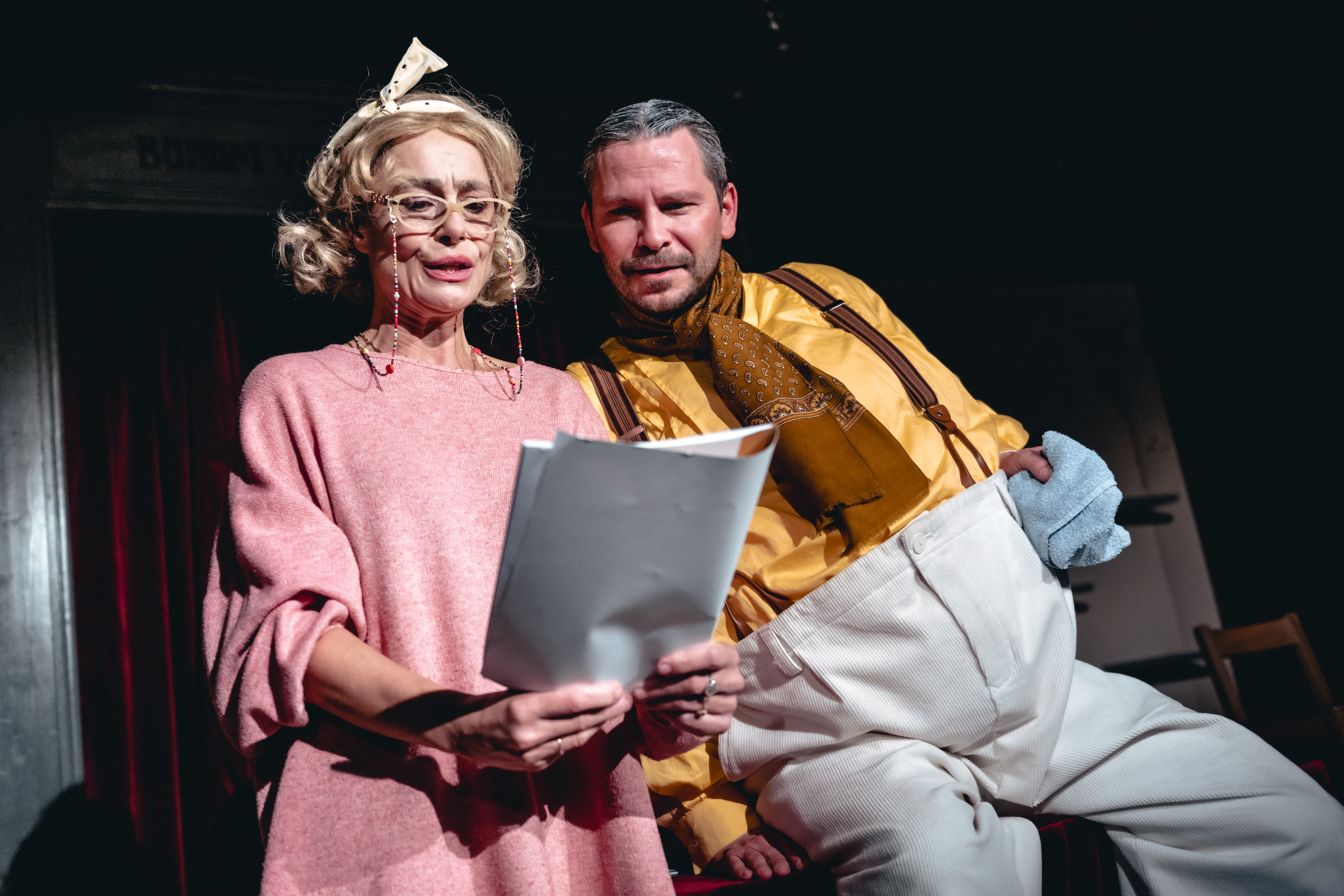
Vendulka Křížová a Marek Holý
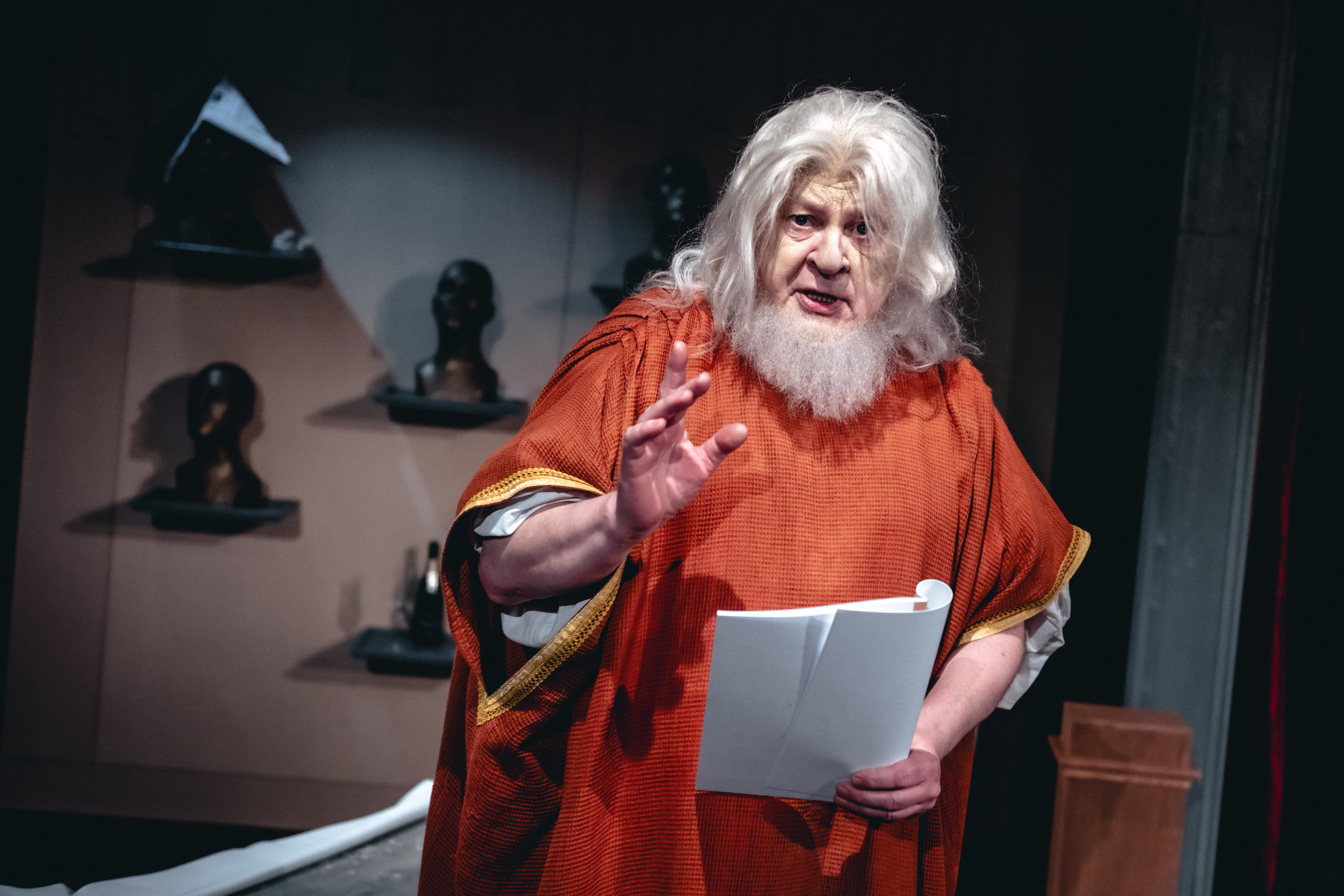
Zdeněk Palusga

## Nepijte tu vodu
Komedie Woodyho Allena o tom, jak se rodina Hollanderů ukryje na velvyslanectví, které dočasně řídí velvyslancův syn Axel, v režii Juraje Deáka. Premiéra 15. 12. 2023, uváděno na velké scéně.

### Obsazení
| Jan Krafka                                    | Velvyslanec Magee – Kuchař – Baškirský sultán |
| Viktor Javořík                                | Axel, syn Mageeho                             |
| Otakar Brousek mladší                         | Kilroy, tajemník velvyslanectví               |
| Petr Matyáš Cibulka                           | Burns                                         |
| Václav Vydra                                  | Walter Hollander, americký turista            |
| Andrea Černá                                  | Marion, manželka Waltera                      |
| Sára Rychlíková / Elizabeth Kateřina McIntosh | Susan, dcera Waltera a Marion                 |
| Tomáš Pavelka                                 | Páter Drobny                                  |
| Stanislav Moskvin                             | Kruglov                                       |

### Galerie

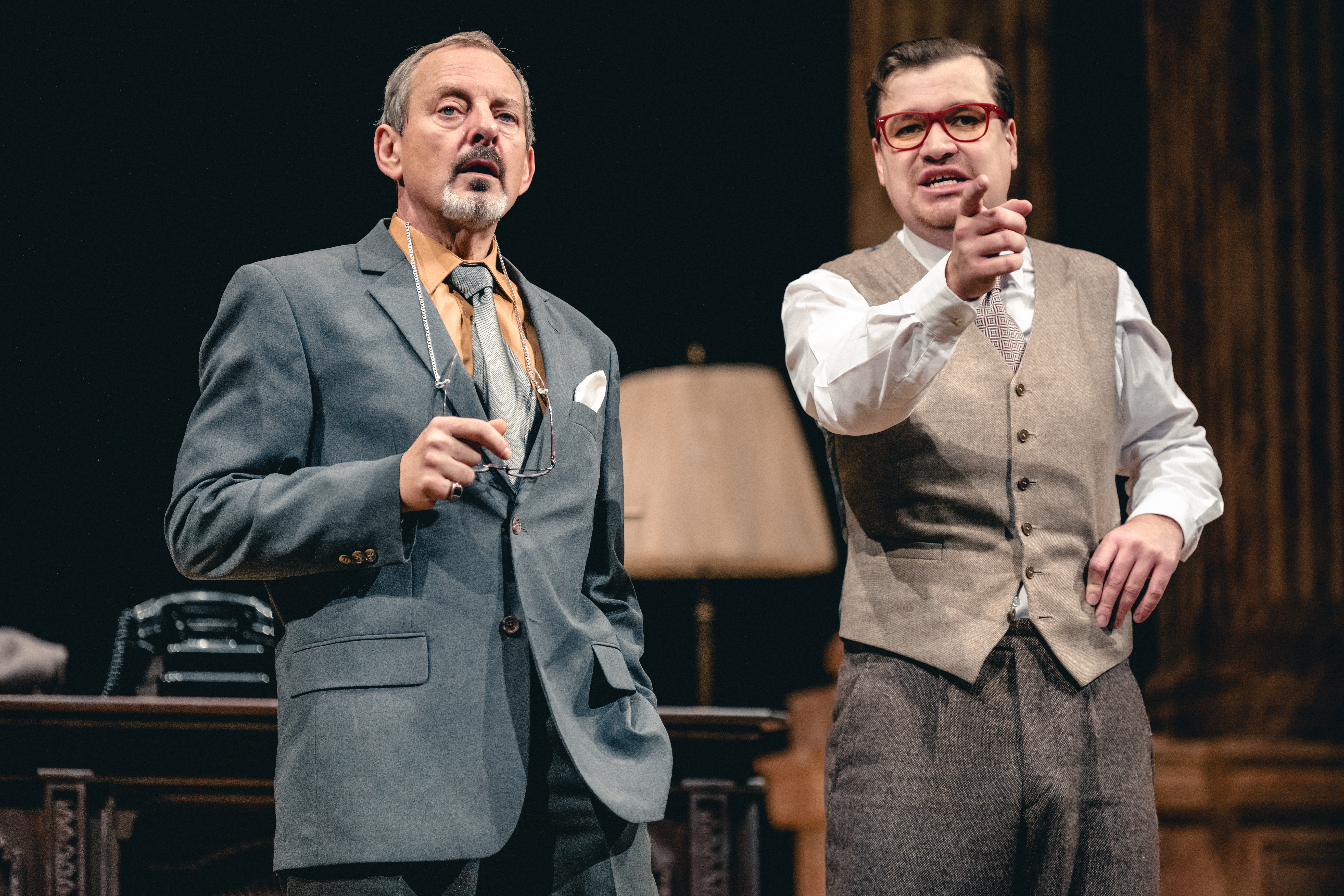
Otakar Brousek ml. a Viktor Javořík
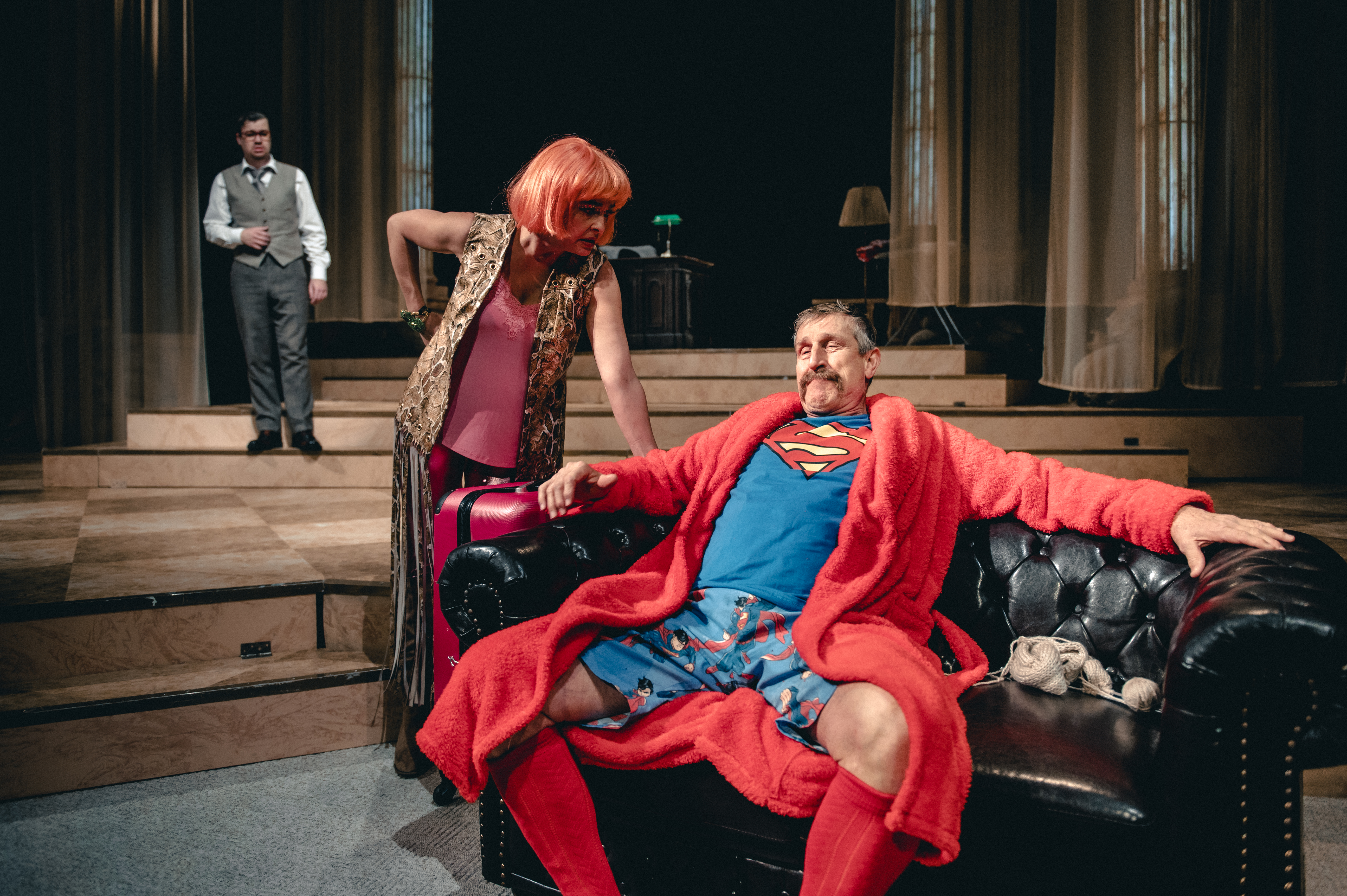
Andrea Černá a Václav Vydra
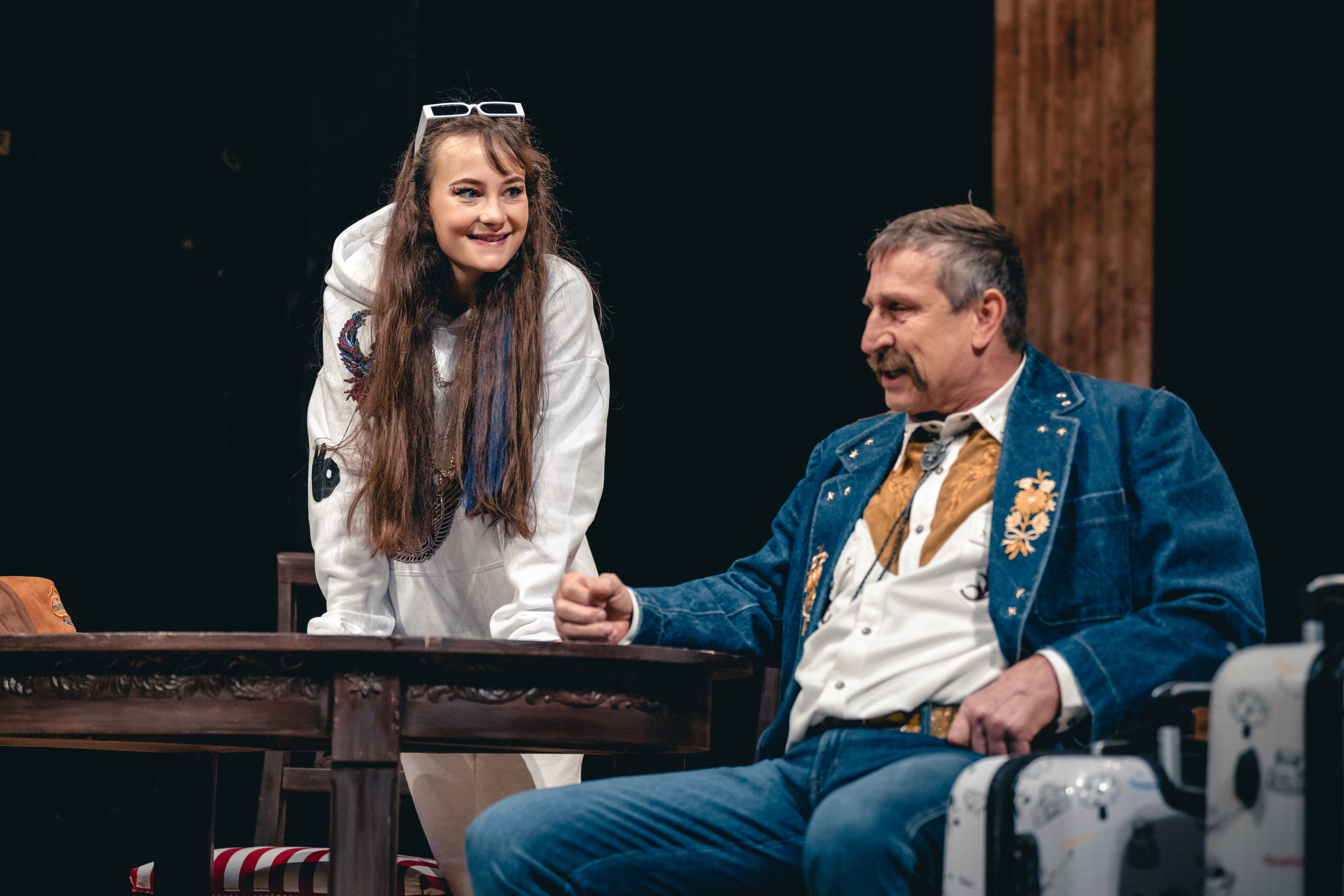
Elizabeth Kateřina McIntosh a Václav Vydra
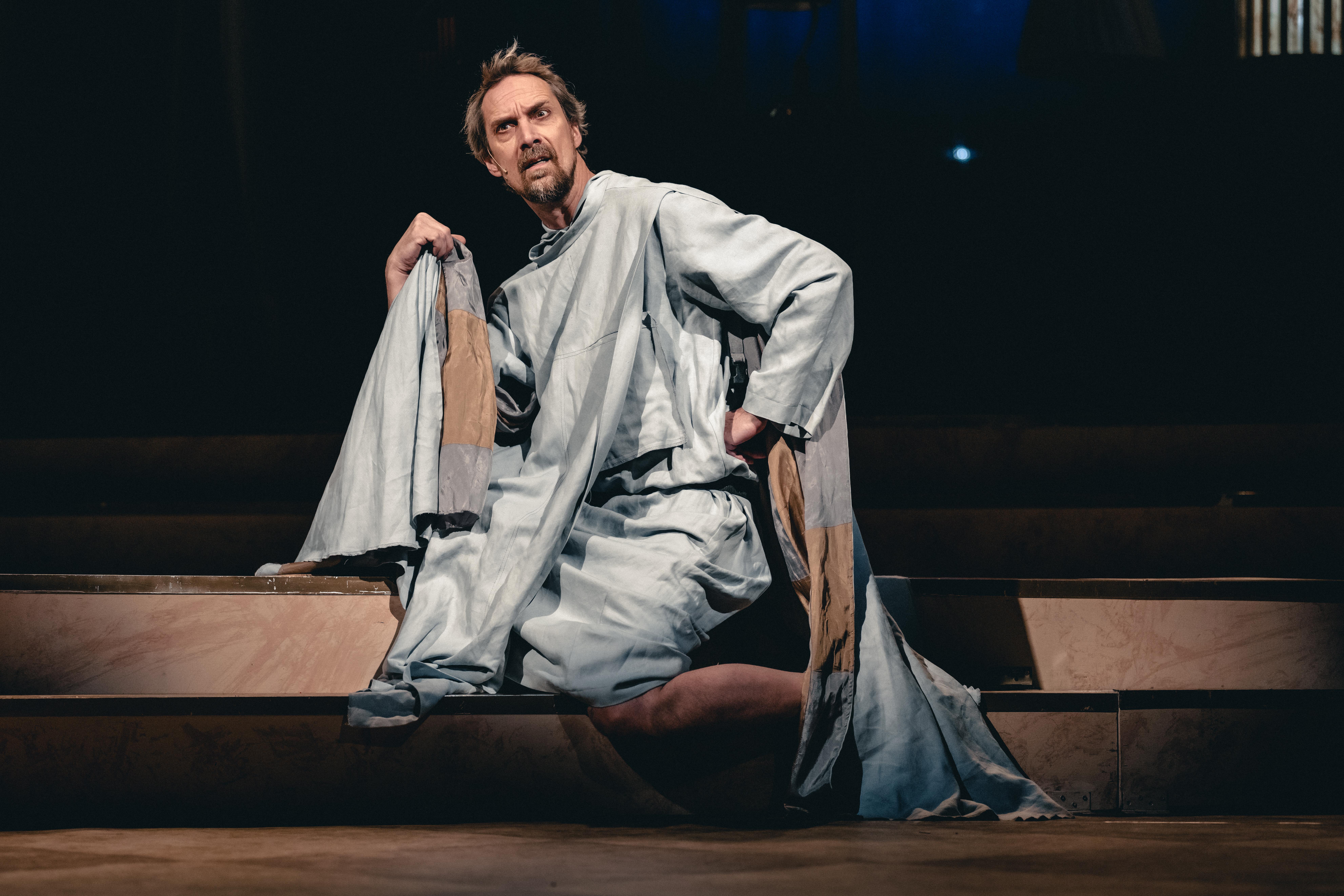
Tomáš Pavelka
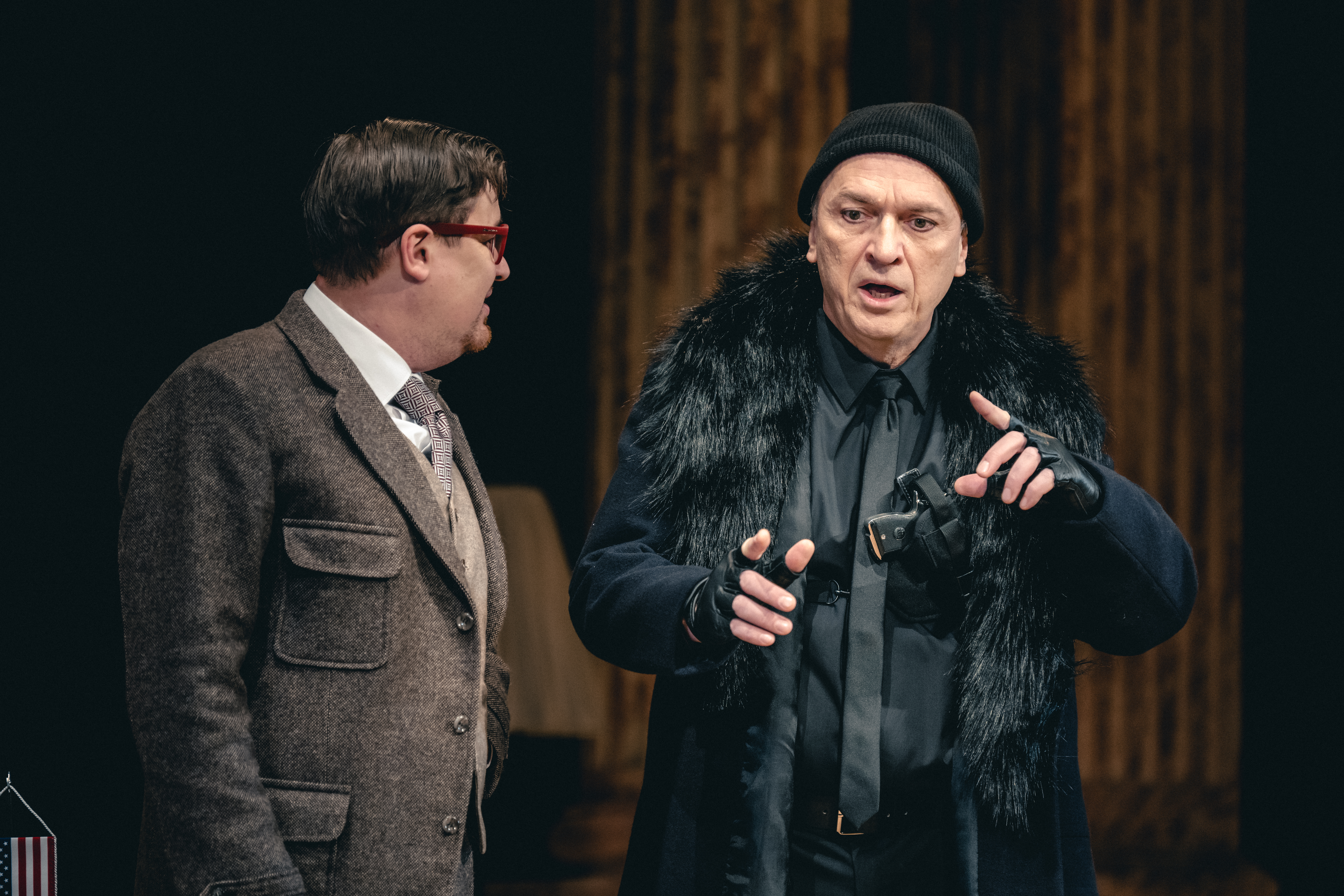
Viktor Javořík a Stanislav Moskvin

## Lakomec
Molièrova komedie Lakomec v režii Pavla Kheka. Premiéra 20. 10. 2023, uváděno na velké scéně.

### Obsazení
| Aleš Procházka                  | Harpagon    |
| Aleš Petráš                     | Kleant      |
| Ondřej Kraus                    | Valér       |
| Jana Kotrbatá                   | Eliška      |
| Šárka Krausová / Sabina Rojková | Mariana     |
| Tereza Bebarová                 | Frosina     |
| Kryštof Rímský                  | Mistr Jakub |
| Jiří Roskot                     | Štika       |
| Jan Krafka                      | Komisař     |
| Václav Svoboda                  | Anselm      |
| Jan Battěk                      | Mistr Šimon |

### Galerie

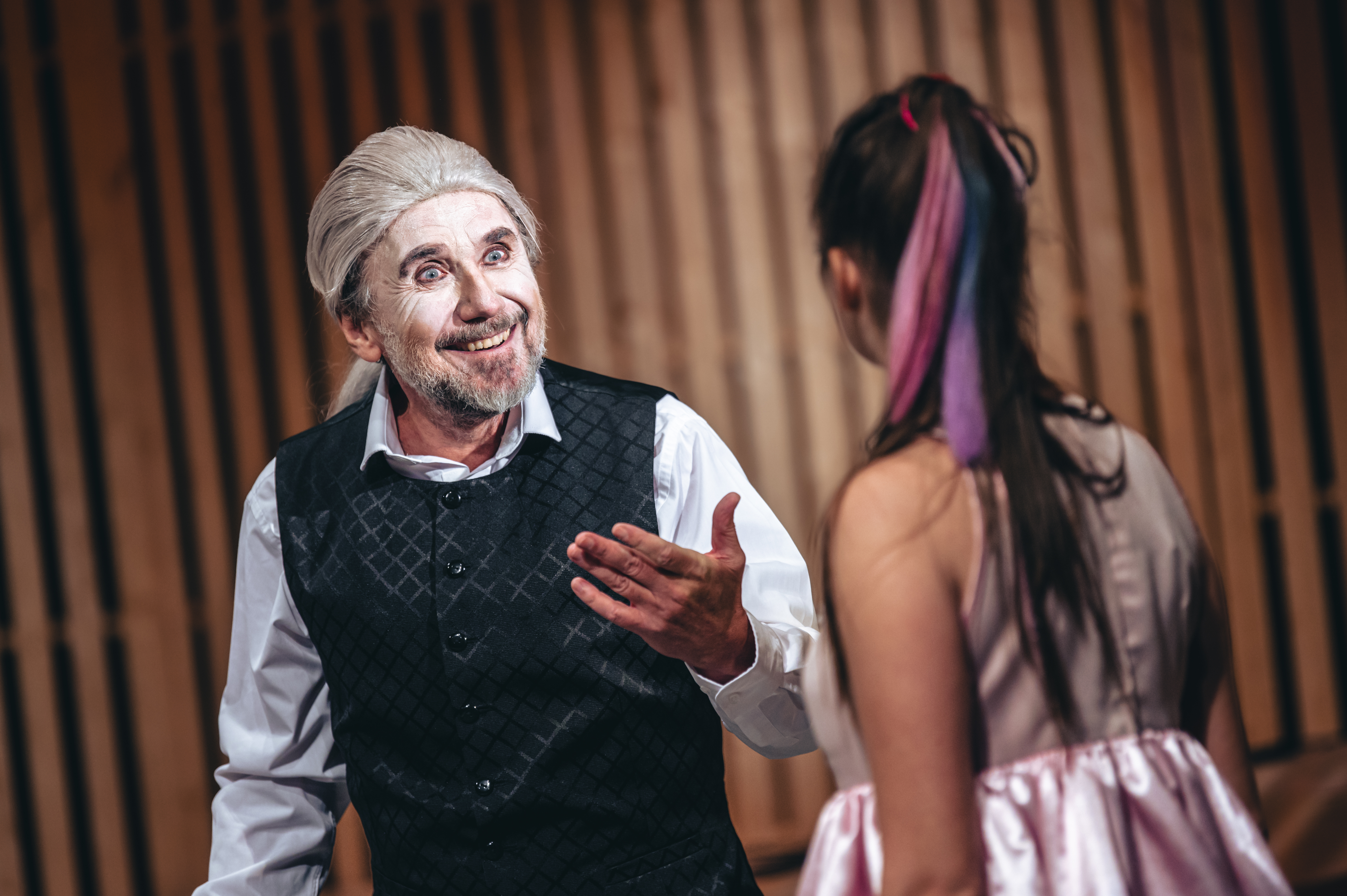
Aleš Procházka
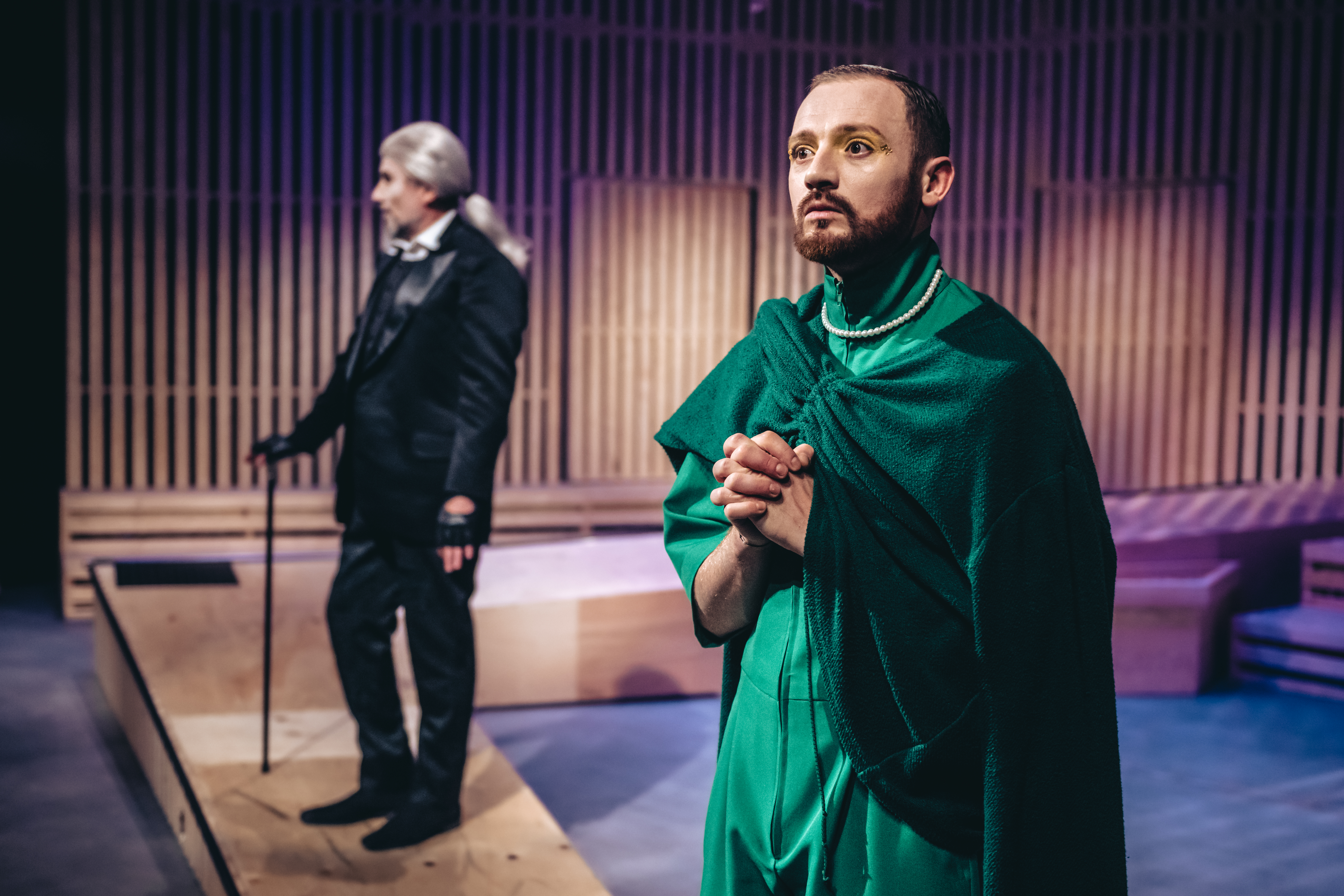
Aleš Petráš
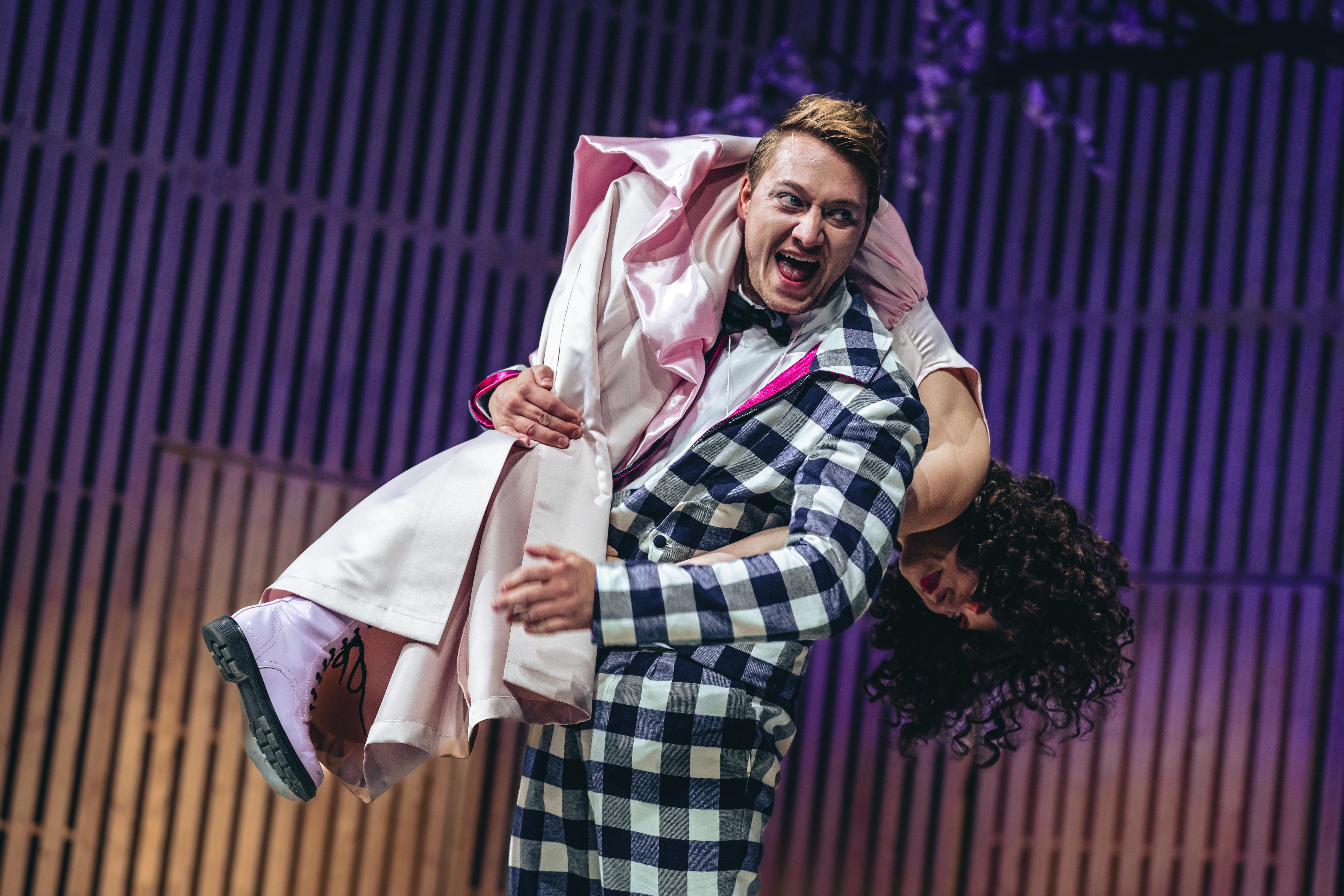
Ondřej Kraus
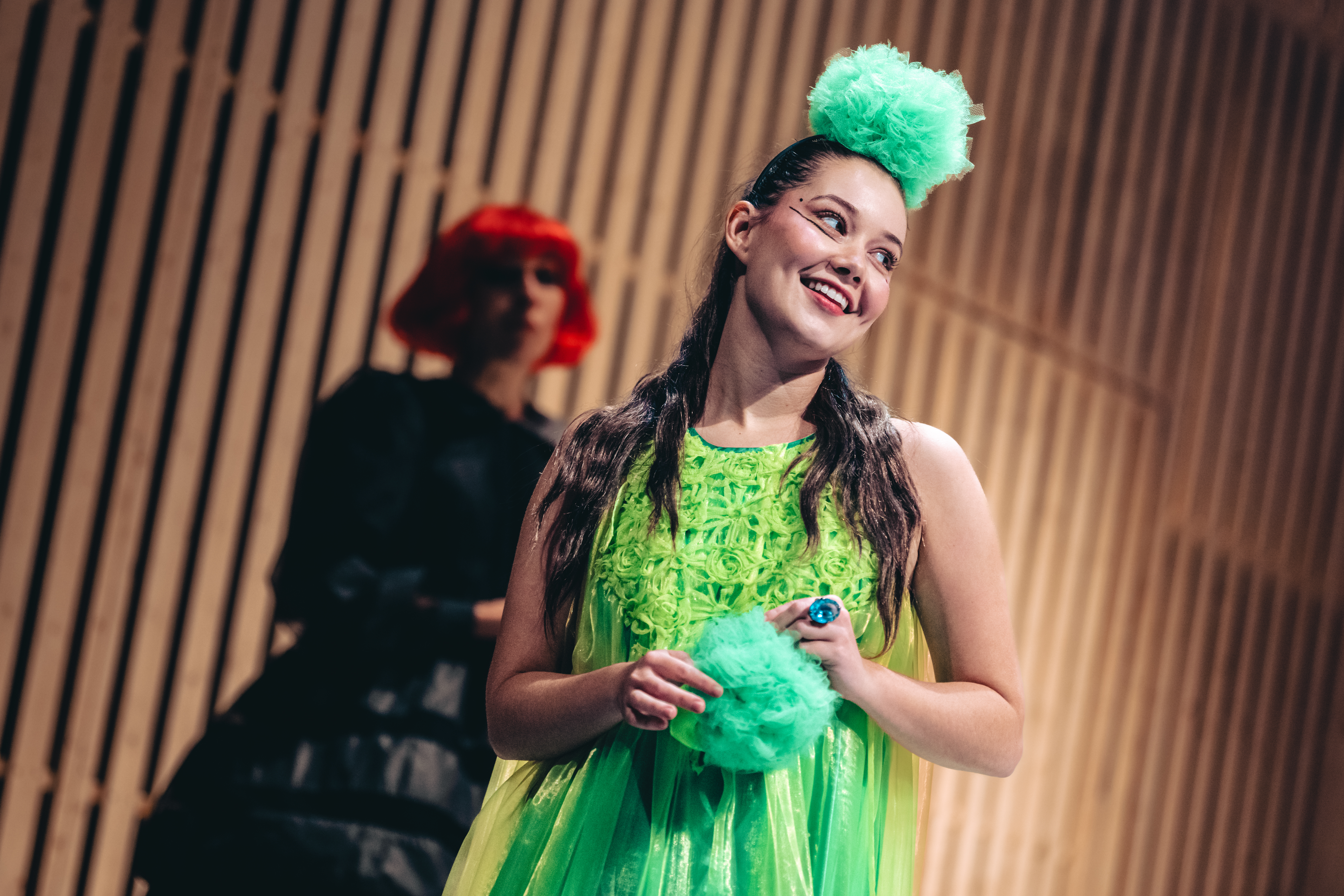
Sabina Rojková
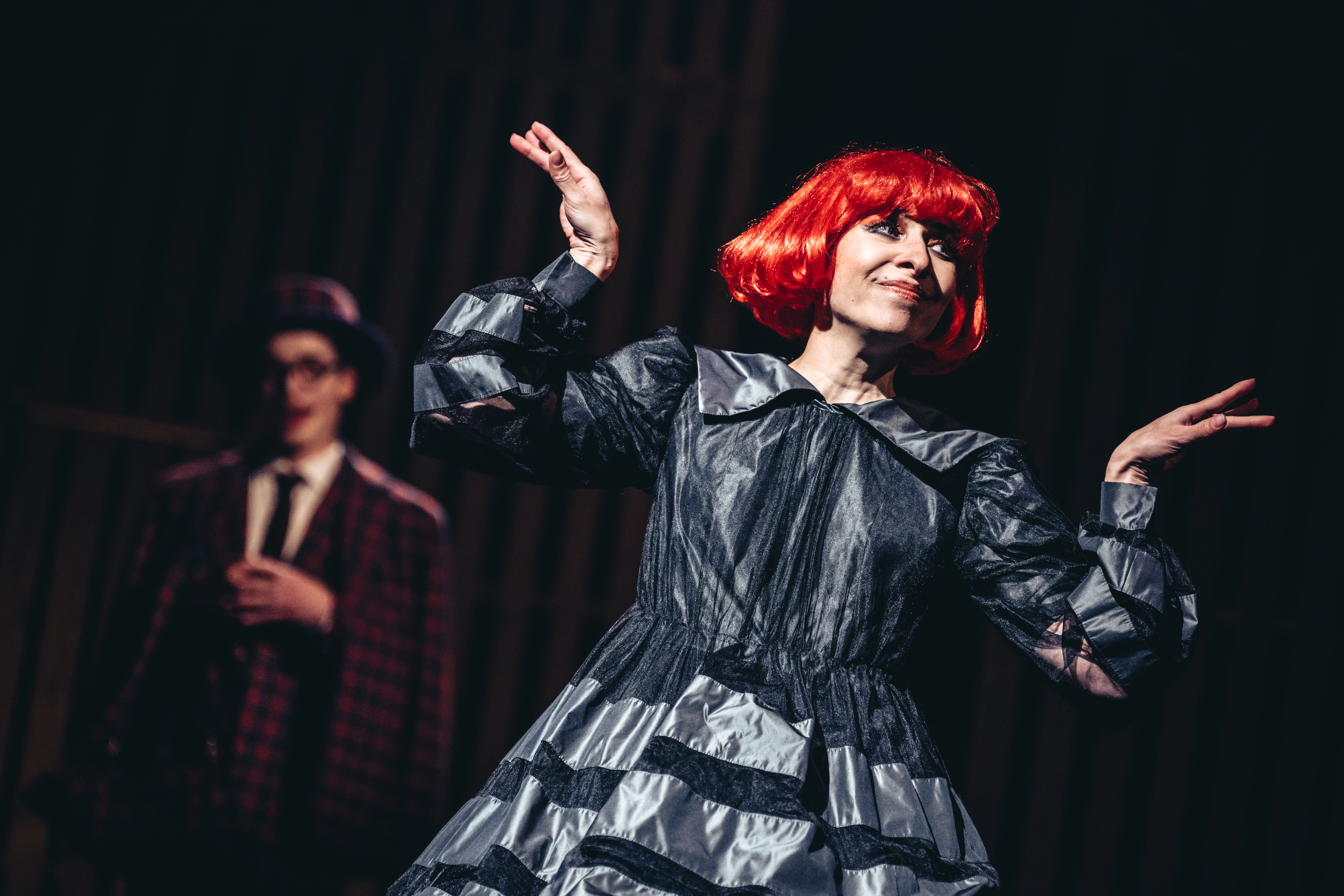
Tereza Bebarová

### Recenze
| „                              | Na jevišti této velké pražské scény se nyní slavná role stala velkou příležitostí pro Aleše Procházku. Ten se jí chopil se vší vervou, jakou by zkušený, jevištěm i dabingem ošlehaný herec na vrcholu sil měl oplývat a oplývá. Procházkovi v titulní roli patří celý sál a diváci se mohou vysloveně těšit na slavný monolog okradeného Harpagona. | “ |
| — Tomáš Šťástka, MF Dnes, 70 % | |   |

## Bach & synové
Současné drama Niny Raine Bach & synové o životě Johanna Sebastiana Bacha v režii Juraje Deáka. Česká premiéra 16. 5. 2023 za účasti autorky, uváděno na velké scéně.

### Obsazení
| Radek Holub                                          | Johann Sebastian Bach                                                  |
| Zuzana Vejvodová                                     | Maria Barbara Bachová, manželka Johanna Sebastiana                     |
| Aneta Krejčíková                                     | Anna Magdalena Wilckeová, pozdější druhá manželka Johanna Sebastiana   |
| Marek Lambora                                        | Karl Filip Emanuel Bach, syn Johanna Sebastiana a Marie Barbary        |
| Ondřej Brousek                                       | Vilém Friedemann Bach, syn Johanna Sebastiana a Marie Barbary          |
| Theodor Schaefer / Viktor Sekanina / Oliver Vyskočil | Johann Gottfried Bernhard Bach, syn Johanna Sebastiana a Marie Barbary |
| Vendulka Křížová                                     | Katharina, sestra Marie Barbary                                        |
| Václav Svoboda                                       | Bedřich Veliký                                                         |

### Galerie

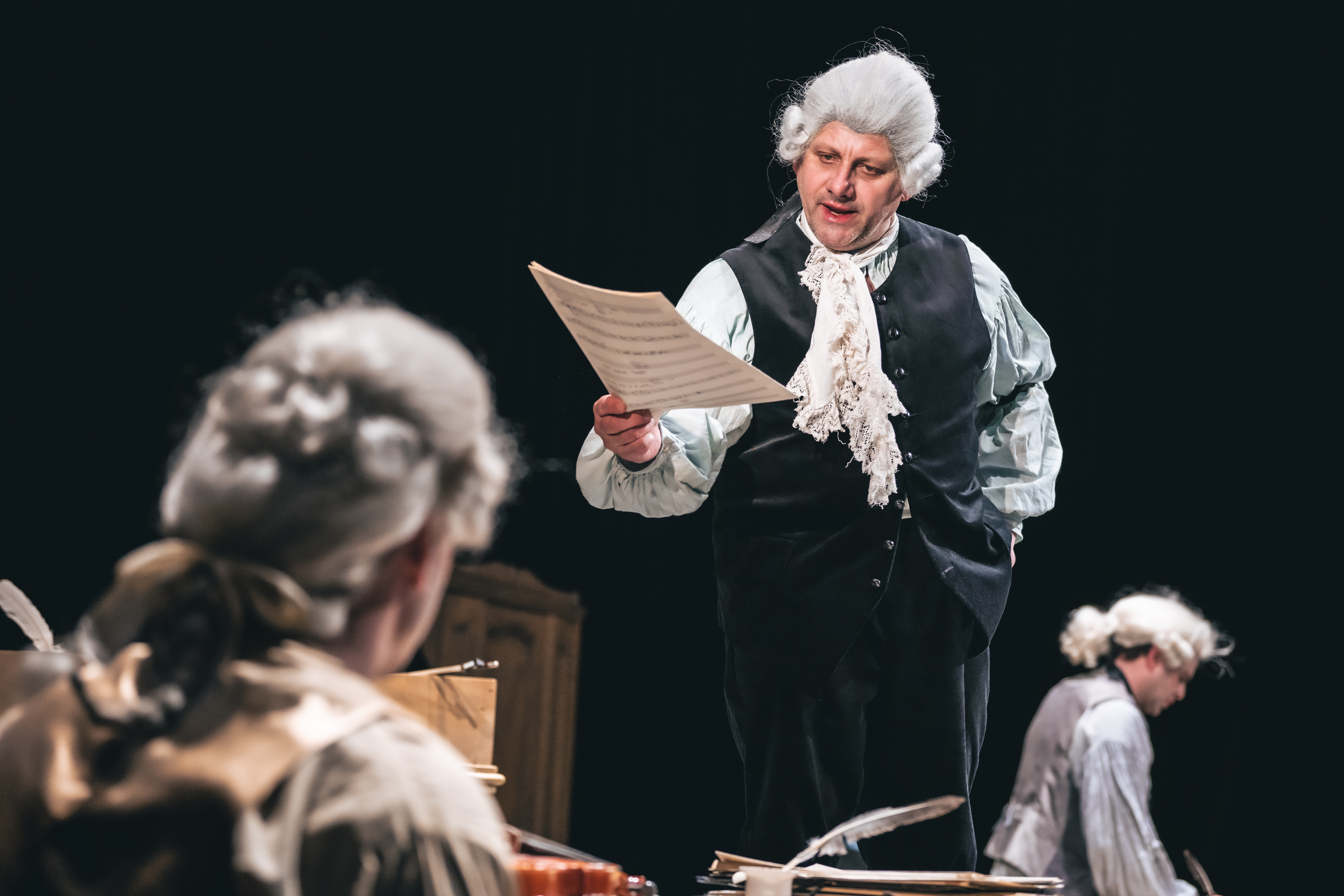
Radek Holub
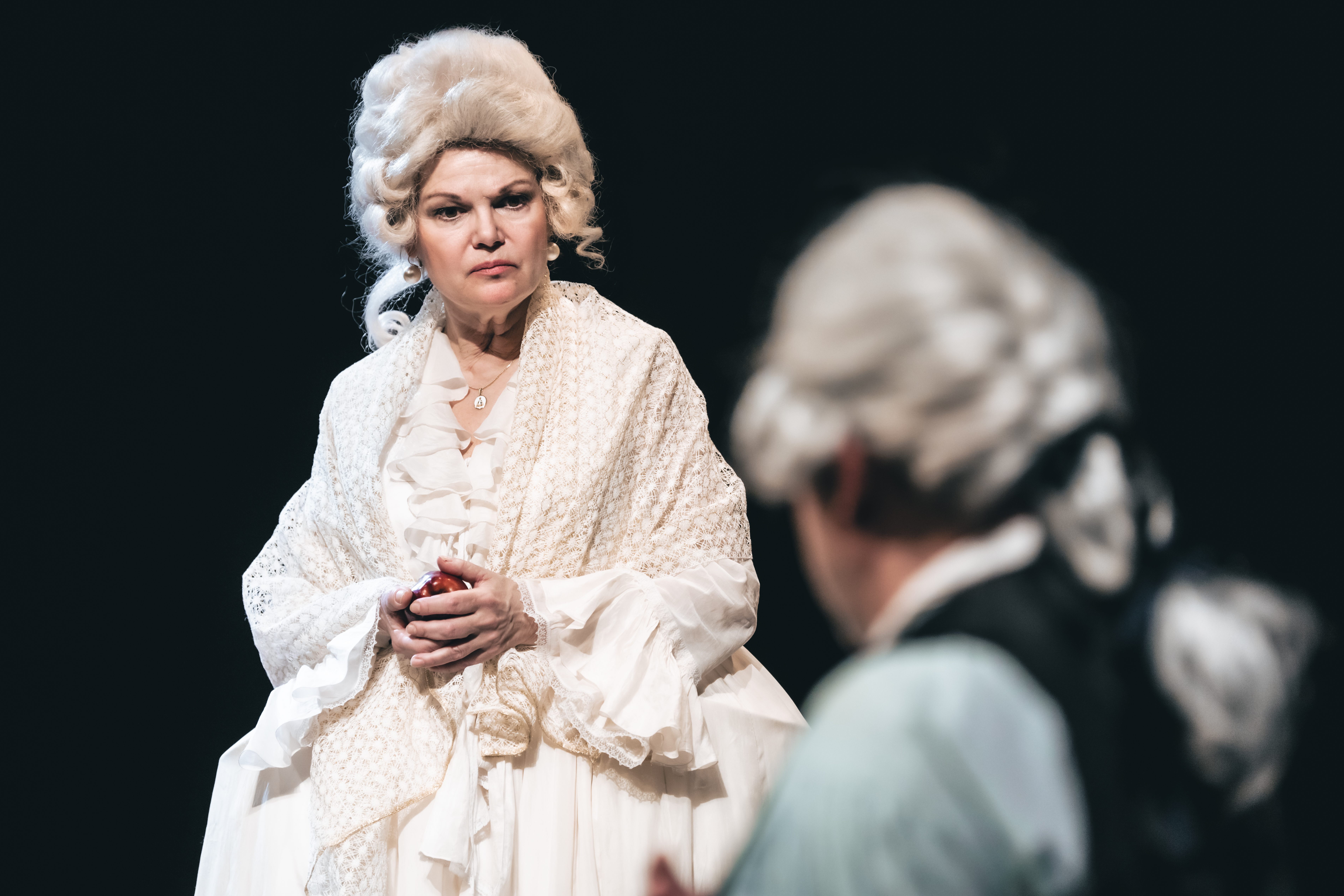
Simona Postlerová
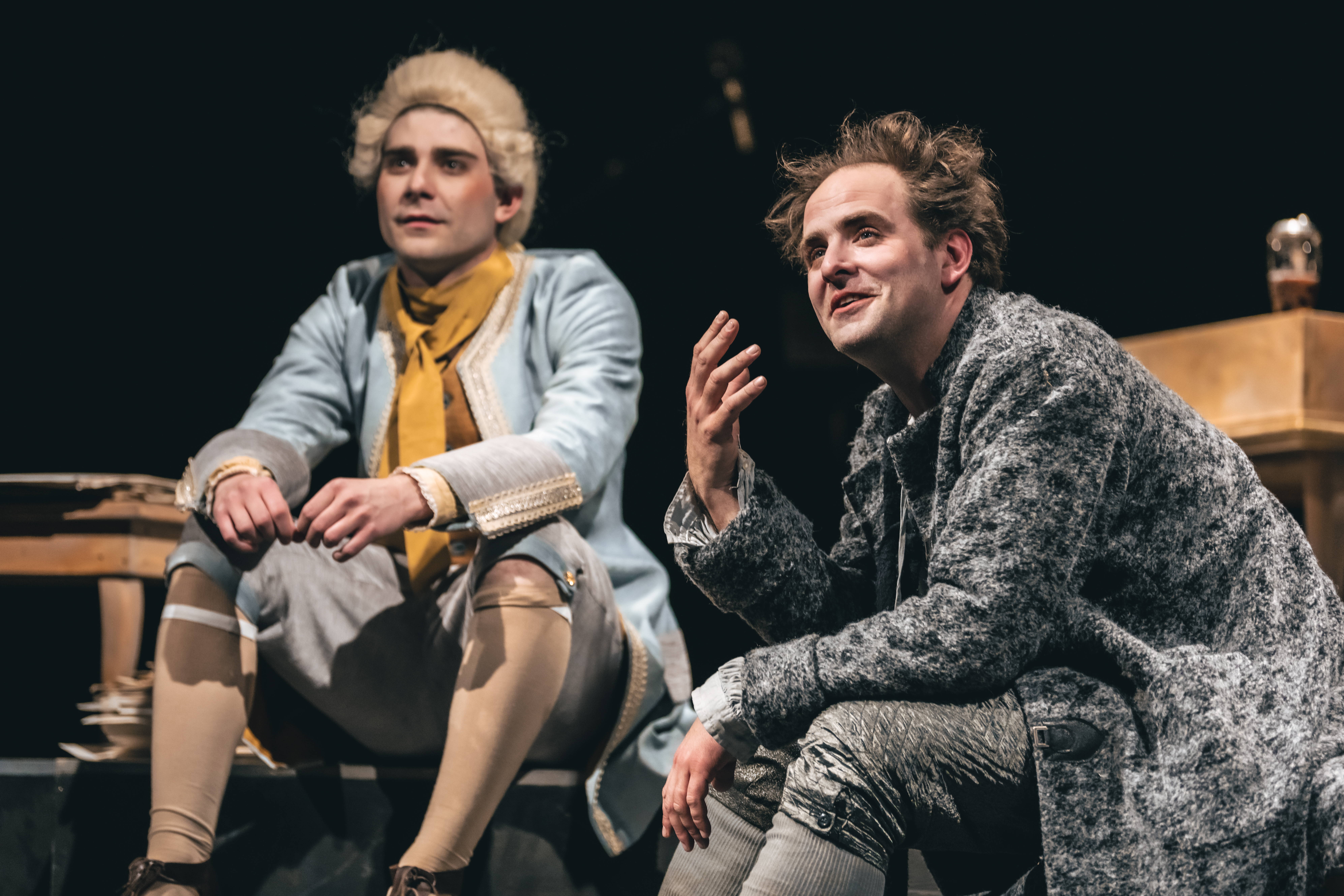
Ondřej Brousek
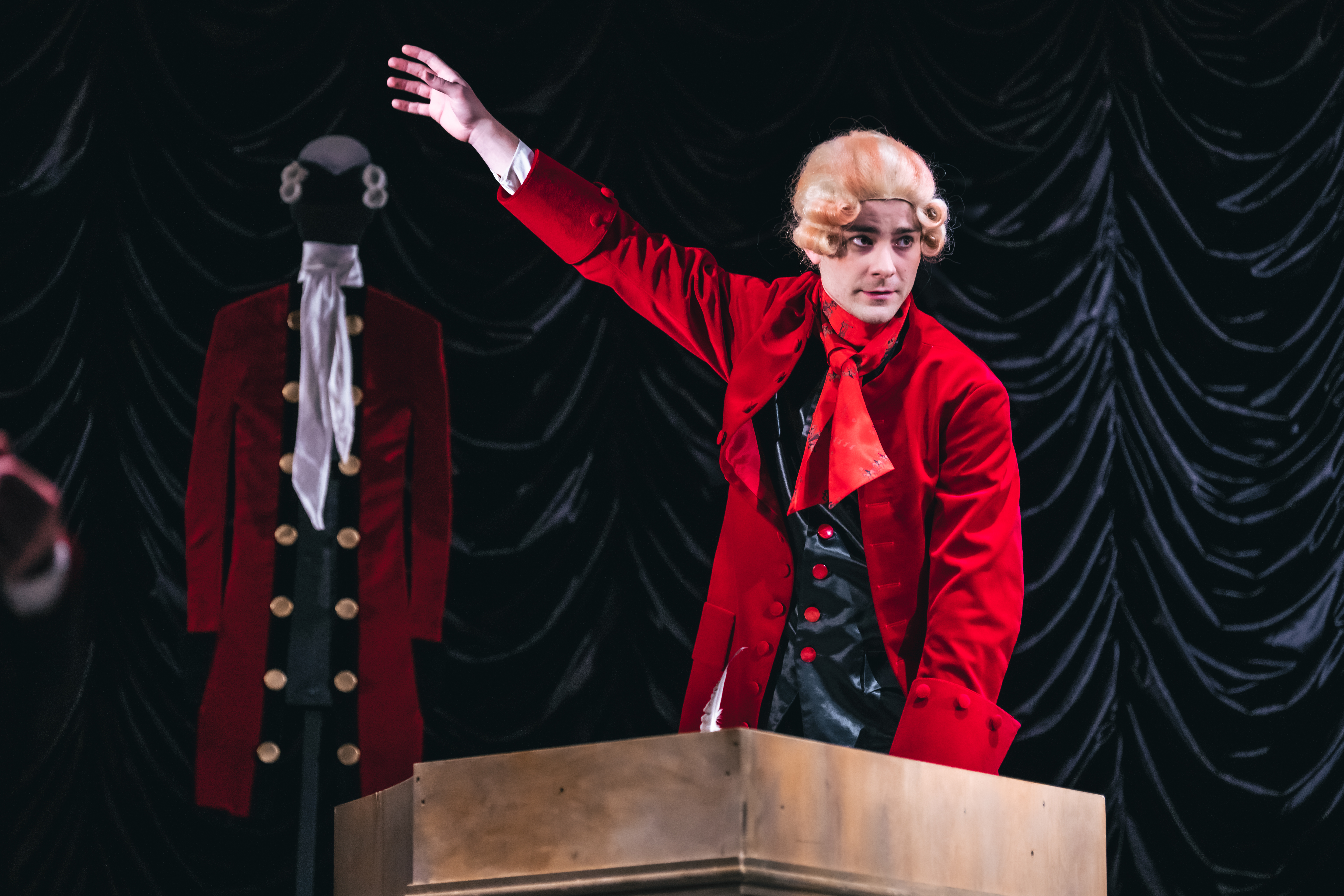
Marek Lambora
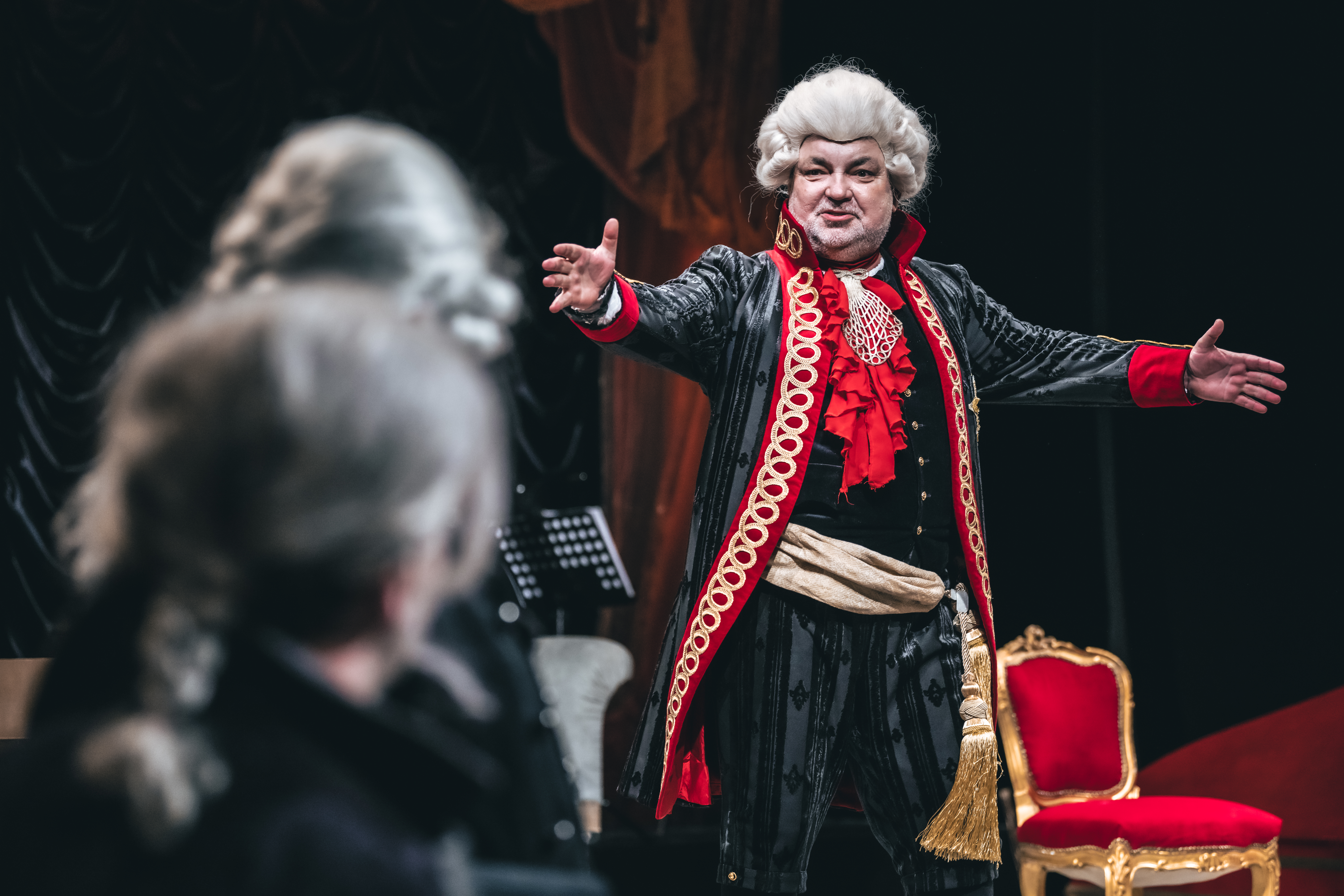
Václav Svoboda

### Recenze
| „                               | Výborným tahem je už obsazení hostujícího Radka Holuba do role Johanna Sebastiana Bacha. Ten je v jeho podání samolibý, hysterický, sršící energií, ale zároveň zábavný a charismatický. Drápe kolem sebe jako vzteklý křeček, své syny i ženy uráží, ale stejně tak zraňuje i sám sebe. Je natolik naplněn hudbou, že mu v duši už nezbývá mnoho prostoru pro druhé. | “ |
| — Radmila Hrdinová, Právo, 70 % | |   |

## Past na myši
Detektivka Agathy Christie Past na myši (divadelní hra) v režii Jana Buriana. Premiéra 15. 10. 2022, uváděno na velké scéně.

### Obsazení
| Aneta Krejčíková                   | Mollie Ralstonová        |
| Ondřej Kraus                       | Giles Ralston            |
| Petr Matyáš Cibulka                | Christopher Wren         |
| Sára Rychlíková / Jana Kotrbatá    | Slečna Casewellová       |
| Regina Rázlová / Naďa Konvalinková | Paní Boyleová            |
| Aleš Procházka                     | Major Metcalf            |
| Otakar Brousek mladší              | Pan Paravicini           |
| Viktor Javořík                     | Detektiv seržant Trotter |

## Obchodník s deštěm
Romantická komedie N. Richarda Nashe Obchodník s deštěmv režii Juraje Deáka. Premiéra 1. 9. 2021, uváděno na velké scéně. Hru uvedlo divadlo poprvé v roce 1984 v režii Františka Štěpánka, Billa Starbucka hrál Svatopluk Skopal. V inscenaci Martina Stropnického z roku 2008 obsadil titulní roli Filip Blažek.

### Obsazení
| Igor Bareš                   | H. C. Curry, rančer              |
| Zuzana Vejvodová             | Líza, dcera H. C. Curryho        |
| Marek Adamczyk / Aleš Petráš | Noe, nejstarší syn H. C. Curryho |
| Jiří Roskot                  | Jim, mladší syn H. C. Curryho    |
| Jan Krafka                   | Šerif Thomas                     |
| Tomáš Pavelka                | Fil, zástupce Šerifa Thomase     |
| Marek Lambora                | Bill Starbuck                    |

## Balada pro banditu
Hra Milana Uhdeho a Miloše Štědroně Balada pro banditu, inspirovaná Olbrachtovým románem, v režii Juraje Deáka. Premiéra 2. 10. 2020, uváděno na velké scéně. Živý hudební doprovod skupiny RAZAM Ivy Marešové. 

### Obsazení
| Tereza Císařová / Michaela Tomešová                                | Eržika                |
| Marek Lambora                                                      | Nikola                |
| Tomáš Pavelka                                                      | Velitel četníků       |
| Igor Bareš                                                         | Mageri                |
| Kryštof Rímský                                                     | Derbak                |
| Iva Marešová                                                       | Morana                |
| Markéta Děrgelová                                                  | Eva                   |
| Zuzana Vejvodová                                                   | Mara                  |
| Andrea Elsnerová                                                   | Derbaková             |
| Viktor Javořík                                                     | Oreb Danko            |
| Dominick Benedikt                                                  | Uhrin                 |
| Jan Krafka                                                         | Drač, Ežičin otec     |
| Ondřej Kraus                                                       | Andrej, Eržičin bratr |
| Zdeněk Palusga                                                     | Bouda                 |
| Daniel Bambas                                                      | Kubeš                 |
| Jiří Roskot                                                        | Jura, Šuhajův bratr   |
| David Steigerwald                                                  | Laco Totín            |
| Andrea Černá / Sabina Rojková / Šárka Krausová / Barbora Poláchová | Ženy                  |
| Václav Šamárek / Jan Battěk                                        | Četníci a vesničané   |

## Motýl na anténě – Audience
Dvě jednoaktovky Václava Havla Motýl na anténě a Audience v režii Šimona Dominika. Premiéra 29. 11. 2019, uváděno na studiové scéně.

### Obsazení Motýl na anténě
| Marek Holý      | Jeník     |
| Jana Kotrbatá   | Marie     |
| Tereza Bebarová | Tchyně    |
| Jiří Maryško    | Pan Bašta |

### Obsazení Audience
| Jiří Maryško | Sládek |
| Marek Holý   | Vaněk  |

### Recenze
| „                                | Na Vinohradech se ovšem v Audienci povedlo rozehrát absurditu všedního dne do klaunské grotesky. Pivní humor se tak proměnil v lehký slovní ping-pong kombinovaný s pohybovou klaunerií. K tomu dokonalé využití dvojdveřové scény, portrét "Bohdalky" v podobě "fotomontáže" ležícího sexy těla s přilepenou hlavou herečky vystřiženou z časopisu a naprostá absence čehokoli, do čeho by se dalo "ulít" nežádané pivo. | “ |
| — Jana Soprová, Divadelní noviny | |   |

| „                               | Maryškův Sládek je skvostnou pohybově-hereckou etudou, která si nic nezadá s Polívkovým doktorem Burkem nebo slavnými ekvilibristickými kreacemi Ference Futuristy. Vlaje po scéně v neuvěřitelných pózách, nicméně při vší té místy až drastické komice je jeho Sládek i lidsky dojemná, do tragigroteskní polohy krásně vygradovaná postava. | “ |
| — Radmila Hrdinová, Právo, 90 % | |   |

## Za dveřmi
Komorní hra Barbory Hančilové v režii Barbory Maškové. Česká premiéra 31. 5. 2019, uváděno na studiové scéně. Inscenace získala nominaci na Cenu divadelní kritiky za nejlepší poprvé uvedenou českou hru roku za rok 2019. 

### Obsazení
| Jana Kotrbatá    | Anna   |
| Pavel Rímský     | Josef  |
| Ondřej Kraus     | Slávek |
| Daniel Bambas    | David  |
| Andrea Elsnerová | Týna   |
| Tereza Císařová  | Bětka  |

## Revizor
Komedie Nikolaje Vasiljeviče Gogola Revizor v režii Juraje Deáka. Premiéra 19. 12. 2018, uváděno na velké scéně. Dřívější inscenace titulu pocházejí z let 1924 a 1982 od pohostinských režisérů G. V. Sěrova a Jana Kačera. Role Chlestakova a hejtmana v nich ztvárnili poprvé Ludvík Veverka a Jaroslav Vojta-Jurný, podruhé Jaromír Hanzlík a Jaroslav Moučka.

### Obsazení
| Aleš Procházka      | Anton Antonovič Svoznik-Dmuchanovskij, hejtman                             |
| Andrea Černá        | Anna Andrejevna, manželka Antona Antonoviče                                |
| Šárka Krausová      | Marja Antonovna, dcera Antona Antonoviče                                   |
| Pavel Nečas         | Amos Fjodorovič Ljapkin-Ťapkin, okresní soudce                             |
| Ondřej Kraus        | Luka Lukič Chlopov, školní inspektor                                       |
| Marek Holý          | Artěmij Filipovič Zemljanika, správce špitálu                              |
| Václav Vydra        | Ivan Kuzmič Špekin, poštmistr                                              |
| Jiří Maryško        | Petr Ivanovič Dobčinskij, statkář žijící ve městě                          |
| Viktor Javořík      | Petr Ivanovič Bobčinskij, statkář žijící ve městě                          |
| Ondřej Brousek      | Ivan Alexandrovič Chlestakov, úředník z Petěrburgu                         |
| Jan Krafka          | Osip, sluha Ivana Alexandroviče                                            |
| Petr Matyáš Cibulka | Christian Ivanovič Hübner, okresní lékař                                   |
| Tomáš Dastlík       | Štěpán Ivanovič Korobkin                                                   |
| Alice Laksarová     | Manželka Korobkina                                                         |
| David Steigerwald   | Štěpán Iljič Uchovertov, náčelník policie – Miška, sluha Antona Antonoviče |
| Jan Battěk          | Číšník                                                                     |

## Ucho
Jevištní adaptace scénáře Jana Procházky k filmu Karla Kachyni Ucho v režii Šimona Dominika. Premiéra 9. 6. 2017, uváděno na studiové scéně.

### Obsazení
| Daniel Bambas     | Ludvík, náměstek ministra  |
| Antonie Talacková | Anna, jeho žena            |
| Jiří Maryško      | Muž, bezejmenný mladý fízl |

## Pygmalion
Komedie George Bernarda Shawa Pygmalionv režii Juraje Deáka. Premiéra 22. 4. 2016, uváděno na velké scéně. V rolích profesora Higginse a Lízy Doolittlové účinkují Jan Šťastný a Šárka Krausová. Titul se současně největším počtem repríz. Hru v minulosti uvádělo Komorní divadlo (pobočná scéna Vinohradského divadla), kde od roku 1931 v režii Jana Bora vystupovali Jiří Plachý jako profesor Higgins a Meda Valentová v roli Lízy Doolittlové.

### Obsazení
| Šárka Krausová                                     | Květinářka Líza                         |
| Jan Šťastný                                        | Profesor Higgins                        |
| Tomáš Töpfer                                       | Plukovník Pickering                     |
| Svatopluk Skopal                                   | Popelář Doolittle                       |
| Libuše Švormová                                    | Paní Higginsová                         |
| Naďa Konvalinková                                  | Paní Pearsová                           |
| Eva Režnarová                                      | Paní Eynsford-Hillová, matka            |
| Jana Kotrbatá / Denisa Pfauserová / Karolína Knězů | Eynsford-Hillová, dcera                 |
| František Beleš                                    | Fredy Eynsford-Hill                     |
| Magdalena Malinová / Alice Laksarová               | Služka – Dívka na ulici – Host na plese |
| Dominick Benedikt                                  | Maďar – Přihlížející pán                |
| Jan Battěk                                         | Zvídavý pán – Host na plese             |

## Romeo a Julie
Tragédie Williama Shakespeara Romeo a Julie v režii Juraje Deáka. Premiéra 12. 12. 2015, uváděno na velké scéně. V titulních rolích účinkují Marek Lambora a Sabina Rojková. Jedná se o nejdéle aktuálně uváděný titul Vinohradského divadla. V minulosti se inscenace hrála i ve Valdštejnské zahradě. Jde o třetí nastudování hry na vinohradské scéně – v roce 1979 v režii Františka Štěpánka hráli Oldřich Kaiser Romea a Lenka Kodešová Julii, v inscenaci Jana Buriana z roku 1992 se potom ve stejných rolích představili Ivan Trojan a Vendulka Křížová.

### Obsazení
| Marek Lambora         | Romeo, Montekův syn                                      |
| Sabina Rojková        | Julie, Capuletova dcera                                  |
| Ondřej Kraus          | Mercuzio, přítel Romea                                   |
| Marek Holý            | Tybald, synovec paní Capuletové                          |
| Jiří Roskot           | Benvolio, přítel Romea                                   |
| Svatopluk Skopal      | Capulet                                                  |
| Antonie Talacková     | Paní Capuletová                                          |
| Tereza Bebarová       | Chůva                                                    |
| Otakar Brousek mladší | Montek                                                   |
| Eva Režnarová         | Paní Monteková                                           |
| Daniel Bambas         | Paris, mladý šlechtic                                    |
| Igor Bareš            | Otec Lorenzo, františkánský mnich                        |
| Tomáš Dastlík         | Chorus                                                   |
| Vojtěch Bartoš        | Petr, sluha Juliiny chůvy                                |
| Tomáš Töpfer          | Escalus, veronský vévoda                                 |
| David Steigerwald     | Abraham, Montekův sluha – Bratr Jan, františkánský mnich |